# Temporada 2024-2025 de la Liga ABE
El Torneo 2024-2025 fue la decimosegunda edición del torneo de basquetbol estudiantil en México organizado por la Asociación de Básquetbol Estudiantil.
La Temporada 2024-25 de la División I iniciará el 27 de septiembre de 2024 y finalizará el 13 de abril de 2025. Los playoffs, conocidos como los "Ocho Grandes" se disputarán en el Instituto Tecnológico y de Estudios Superiores de Monterrey del 20 al 26 de abril de 2025.

## Ascensos y descensos

### Femenil
| Pos. | Descendidas a División II                                                    |
| ---- | ---------------------------------------------------------------------------- |
| 13.º | Universidad Autónoma de Coahuila                                             |
| 14.º | Instituto Tecnológico y de Estudios Superiores de Monterrey Campus Querétaro |

| Pos. | Ascendidas de División II                                                         |
| ---- | --------------------------------------------------------------------------------- |
| 1.º  | Instituto Tecnológico y de Estudios Superiores de Monterrey Campus Aguascalientes |
| 2.º  | Centro de Estudios Universitarios                                                 |

- A través de diversas fuentes, se confirmaría la "baja temporal" de la Universidad Modelo en la rama femenil de la División I luego de supuestas faltas administrativas al reglamento de competencia. [2]

### Varonil
Esta temporada se consumó el periodo de expansión de la División I Varonil, pues finalmente se alcanzaron los 18 equipos que había presupuestado tener la Liga.
| Pos. | Descendidos a División II                   |
| ---- | ------------------------------------------- |
| 17.º | Universidad Panamericana Campus Guadalajara |
| 18.º | Universidad Veracruzana                     |

| Pos. | Ascendidos de División II                                                   |
| ---- | --------------------------------------------------------------------------- |
| 1.º  | Instituto Tecnológico y de Estudios Superiores de Monterrey Campus Santa Fe |
| 2.º  | Universidad Vasco de Quiroga                                                |

- La Liga ABE confirmó el descenso de la Universidad Autónoma de Nuevo León por una falta administrativa, su lugar en División I lo tomó la Universidad Autónoma del Noroeste quienes terminaron en tercer lugar en el Campeonato Nacional División II 2024. [3]
- Sin embargo, un recurso legal hizo posible que la UANL no recibiera el descenso administrativo que hizo posible la participación de la UANE en la División I Varonil, por lo que serán 19 los equipos que participen en esta ocasión y aún no se confirman los cambios que se harán al calendario por su incorporación.[4]

## Sistema de competición
El torneo se divide en dos etapas, la temporada regular, donde un equipo juega contra todos dos encuentros, uno como local y uno más como visitante. Los primeros ocho equipos clasificados en la tabla general consiguen el derecho de disputar el torneo Ocho Grandes. 
Los equipos que consiguen clasificarse al Ocho Grandes, se enfrentan en formato de eliminación directa comenzando en cuartos de final en una sola sede para definir al campeón de cada categoría.

## Equipos participantes
Esta edición de la Liga ABE contó con la participación de 13 equipos en la División I Femenil y 19 en la División I Varonil. Además, 38 equipos la División II Femenil (Conferencia Centro 16, Conferencia Norte 9 y Conferencia Bajío-Occidente 13) y 44 en la División II Varonil (Conferencia Centro 16, Conferencia Norte 9 y Conferencia Bajío-Occidente 19).

### Femenil
| División I                  | División I                                                  | División I       | División I                       |
| Equipo                      | Universidad                                                 | Campus           | Entrenador                       |
| --------------------------- | ----------------------------------------------------------- | ---------------- | -------------------------------- |
| Águilas UPAEP               | Universidad Popular Autónoma del Estado de Puebla           | Puebla           | Javier Alonso Ceniceros González |
| Borregas Tec Aguascalientes | Instituto Tecnológico y de Estudios Superiores de Monterrey | Aguascalientes   | Atzimba Vázquez Solórzano        |
| Borregas Tec CEM            | Instituto Tecnológico y de Estudios Superiores de Monterrey | Estado de México | Iván Sealtiel Olano Ortega       |
| Borregas Tec Guadalajara    | Instituto Tecnológico y de Estudios Superiores de Monterrey | Guadalajara      | Abel Levy Magaña                 |
| Borregas Tec Hidalgo        | Instituto Tecnológico y de Estudios Superiores de Monterrey | Hidalgo          | Mauricio Mohamed Ramos Granados  |
| Borregas Tec Monterrey      | Instituto Tecnológico y de Estudios Superiores de Monterrey | Monterrey        | Sandra Janeth Rosales Ávila      |
| Borregas Tec Toluca         | Instituto Tecnológico y de Estudios Superiores de Monterrey | Toluca           | Diego Ricardo Sánchez Vallejo    |
| Gallas CEU                  | Centro de Estudios Universitarios                           | Monterrey        | Paola Alejandra Estrada Granados |
| Halconas Inter              | Universidad Interamericana                                  | Puebla           | José Manuel Ordaz Cossio         |
| Leonas Anáhuac México Norte | Universidad Anáhuac México                                  | CDMX             | Roberto Horacio Rojas González   |
| Linces UVM Querétaro        | Universidad del Valle de México                             | Querétaro        | Víctor José Del Barba            |
| Tigrillas UANL              | Universidad Autónoma de Nuevo León                          | Monterrey        | Héctor Medina Lozoya             |
| Zorras CETYS                | CETYS Universidad                                           | Tijuana          | César Edmundo Valencia García    |

| División II                 | División II                                                 | División II                 | División II                                              |
| Conferencia Bajío-Occidente | Conferencia Bajío-Occidente                                 | Conferencia Bajío-Occidente | Conferencia Bajío-Occidente                              |
| Equipo                      | Universidad                                                 | Campus                      | Entrenador                                               |
| --------------------------- | ----------------------------------------------------------- | --------------------------- | -------------------------------------------------------- |
| Abejas UG                   | Universidad de Guanajuato                                   | Guanajuato                  | Omar Andrés Macías Escobar                               |
| Águilas TECNM Celaya        | Tecnológico Nacional de México                              | Celaya                      | Alejandro Hernández Zavala                               |
| Águilas UASLP               | Universidad Autónoma de San Luis Potosí                     | San Luis Potosí             | Hortencia Margarita Nieto Aguilar                        |
| Águilas UCA                 | Universidad Cuauhtémoc                                      | Aguascalientes              | Simón Didier Márquez Rodríguez (Baja) Ernesto Muñoz Romo |
| Borregas Tec Querétaro      | Instituto Tecnológico y de Estudios Superiores de Monterrey | Querétaro                   | Antonio Miguel Cortés                                    |
| Bulldogs UdeC               | Universidad de Celaya                                       | Celaya                      | Alejandro Montoya Orozco                                 |
| Felinas La Salle Bajío      | Universidad De La Salle Bajío                               | León                        | Héctor Miguel Oropeza Arvizu                             |
| Gatas Salvajes UAQ          | Universidad Autónoma de Querétaro                           | Querétaro                   | Jaime Antonio Rivas Márquez                              |
| Halcones UVAQ               | Universidad Vasco de Quiroga                                | Morelia                     | Fernando Reynaga Tapia                                   |
| Leonas Anáhuac Querétaro    | Universidad Anáhuac                                         | Querétaro                   | César Alejandro Hernández Flores                         |
| Panteras UNIMO              | Universidad Montrer                                         | Morelia                     | Arturo Iván Prado Torres                                 |
| Panteras UP Guadalajara     | Universidad Panamericana                                    | Guadalajara                 | Marco Alberto Pérez Corona                               |
| Tlacuaches ITESO            | Instituto Tecnológico y de Estudios Superiores de Occidente | Guadalajara                 | Cintia Ortíz Brunel                                      |
| Conferencia Centro-Oriente  |                                                             |                             |                                                          |
| Equipo                      | Universidad                                                 | Campus                      | Entrenador                                               |
| Águilas La Salle CDMX       | Universidad La Salle                                        | Ciudad de México            | Manuel Rivera Padilla                                    |
| Aztecas UDLAP               | Universidad de las Américas de Puebla                       | San Andrés Cholula          | Angélica García Mancio                                   |
| Coyotas La Salle Neza       | Universidad La Salle                                        | Ciudad Nezahualcóyotl       | César Fierros Vega                                       |
| Gamos UMA                   | Universidad Marista                                         | Ciudad de México            | Víctor Serna Galván                                      |
| Halcones UV                 | Universidad Veracruzana                                     | Xalapa                      | Germán López Hernández                                   |
| Jaguares UAMP               | Universidad Americana de Puebla                             | San Andrés Cholula          | Andrés Federico Mendoza Olvera                           |
| Leonas Anáhuac México Sur   | Universidad Anáhuac                                         | Ciudad de México            | Mario de Jesús Martínez Gaona                            |
| Leonas Anáhuac Puebla       | Universidad Anáhuac                                         | San Andrés Cholula          | Nassau Hernández Lobato                                  |
| Leonas Anáhuac Xalapa       | Universidad Anáhuac                                         | Xalapa                      | Eric Hare Olvera                                         |
| Linces UVM Centro           | Universidad del Valle de México                             | Ciudad de México            | Mario Iván Lugo Sosa                                     |
| Linces UVM Lomas Verdes     | Universidad del Valle de México                             | Lomas Verdes                | Enrique Isaías Navarro Patiño                            |
| Lobas BUAP                  | Benemérita Universidad Autónoma de Puebla                   | Puebla                      | Luis Sebastián Sucarrat                                  |
| Lobas IBERO CDMX            | Universidad Iberoamericana                                  | Ciudad de México            | Gerardo Vera Cruz                                        |
| Potras UAEM                 | Universidad Autónoma del Estado de México                   | Toluca                      | Jorge Damián Torres Barrueta                             |
| Pumas UNAM                  | Universidad Nacional Autónoma de México                     | Ciudad Universitaria        | Daniel Pacheco Vallín                                    |
| Tigresas Blancas UMAD       | Universidad Madero                                          | San Andrés Cholula          | Juan Pablo Bravo Pedraza                                 |
| Conferencia Norte           |                                                             |                             |                                                          |
| Equipo                      | Universidad                                                 | Campus                      | Entrenador                                               |
| Águilas TECNM Fresnillo     | Tecnológico Nacional de México                              | Fresnillo                   | Raúl Martínez Vázquez                                    |
| Águilas UACH                | Universidad Autónoma de Chihuahua                           | Chihuahua                   | Sonia Ortega Córdova                                     |
| Borregas Tec Chihuahua      | Instituto Tecnológico y de Estudios Superiores de Monterrey | Chihuahua                   | Elvira Irene Salcedo Ramírez                             |
| Borregas Tec Laguna         | Instituto Tecnológico y de Estudios Superiores de Monterrey | Torreón                     | José Antonio Ramírez Hernández                           |
| Indias UACJ                 | Universidad Autónoma de Ciudad Juárez                       | Ciudad Juárez               | Luis Alan Bosquez Quezada                                |
| Lobas IBERO Torreón         | Universidad Iberoamericana Torreón                          | Torreón                     | Héctor Raúl Galán Encerrado                              |
| Lobas UAdeC                 | Universidad Autónoma de Coahuila                            | Saltillo                    | Carlos Roberto Almonte Ayala                             |
| Troyanas UDEM               | Universidad de Monterrey                                    | San Pedro Garza García      | Alan Rashith Polo González                               |
| Tuzas UAZ                   | Universidad Autónoma de Zacatecas                           | Zacatecas                   | Karla Itzel Cepeda García                                |

### Varonil
| División I               | División I                                                  | División I           | División I                                                   |
| Equipo                   | Universidad                                                 | Campus               | Entrenador                                                   |
| ------------------------ | ----------------------------------------------------------- | -------------------- | ------------------------------------------------------------ |
| Águilas UPAEP            | Universidad Popular Autónoma del Estado de Puebla           | Puebla               | Javier Alonso Ceniceros González                             |
| Aztecas UDLAP            | Universidad de las Américas de Puebla                       | Puebla               | Angélica García Mancio                                       |
| Borregos Tec Guadalajara | Instituto Tecnológico y de Estudios Superiores de Monterrey | Guadalajara          | Bernardo Humberto Silva Rodríguez                            |
| Borregos Tec Hidalgo     | Instituto Tecnológico y de Estudios Superiores de Monterrey | Hidalgo              | Tomás Rafael Canizalez Moreno                                |
| Borregos Tec Monterrey   | Instituto Tecnológico y de Estudios Superiores de Monterrey | Monterrey            | Mario Alberto Moreno Escobedo (Baja) Felipe Sánchez de Hoyos |
| Borregos Tec Puebla      | Instituto Tecnológico y de Estudios Superiores de Monterrey | Puebla               | Daniel Omar Ojeda García                                     |
| Borregos Tec Santa Fe    | Instituto Tecnológico y de Estudios Superiores de Monterrey | Santa Fe             | Sergio Saúl Molina Soler                                     |
| Borregos Tec Toluca      | Instituto Tecnológico y de Estudios Superiores de Monterrey | Toluca               | Luis Carlos Cuenca Medina                                    |
| Gallos CEU               | Centro de Estudios Universitarios                           | Monterrey            | Juan Héctor Santos Roiz                                      |
| Halcones Inter           | Universidad Interamericana                                  | Puebla               | José Manuel Ordaz Cossio                                     |
| Halcones UVAQ            | Universidad Vasco de Quiroga                                | Morelia              | Fernando Reynaga Tapia                                       |
| Leones Anáhuac Querétaro | Universidad Anáhuac                                         | Querétaro            | César Alejandro Hernández Flores                             |
| Osos UANE                | Universidad Autónoma del Noroeste                           | Saltillo             | Juan Javier Bautista Rodríguez                               |
| Panteras UNIMO           | Universidad Montrer                                         | Morelia              | José Heladio Sánchez Medina                                  |
| Panteras UP México       | Universidad Panamericana                                    | Ciudad de México     | Víctor Manuel Benítez Fernández                              |
| Pumas UNAM               | Universidad Nacional Autónoma de México                     | Ciudad Universitaria | Daniel Gómez León                                            |
| Tigres UANL              | Universidad Autónoma de Nuevo León                          | Monterrey            | Jonathan Daniel Banda Ibarra                                 |
| Tigres Blancos UMAD      | Universidad Madero                                          | Puebla               | Juan Manuel Solano Cabrera                                   |
| Zorros CETYS             | CETYS Universidad                                           | Mexicali             | Carlos Manuel Arenas Beltrán                                 |

| División II                    | División II                                                 | División II                 | División II                               |
| Conferencia Bajío-Occidente    | Conferencia Bajío-Occidente                                 | Conferencia Bajío-Occidente | Conferencia Bajío-Occidente               |
| Equipo                         | Universidad                                                 | Campus                      | Entrenador                                |
| ------------------------------ | ----------------------------------------------------------- | --------------------------- | ----------------------------------------- |
| Abejas UG                      | Universidad de Guanajuato                                   | Guanajuato                  | Fidel Rocha Serna                         |
| Águilas TECNM Aguascalientes   | Tecnológico Nacional de México                              | Aguascalientes              | Javier Cuevas Torres                      |
| Águilas TECNM Celaya           | Tecnológico Nacional de México                              | Celaya                      | César Orlando Estrada Acosta              |
| Águilas TECNM Jiquilpan        | Tecnológico Nacional de México                              | Jiquilpan                   | Jesús Manuel Bosquez Contreras            |
| Águilas UASLP                  | Universidad Autónoma de San Luis Potosí                     | San Luis Potosí             | Armando Mariscal Mata                     |
| Águilas UCA                    | Universidad Cuauhtémoc                                      | Aguascalientes              | Roberto Ocaña Ramos                       |
| Águilas UCG                    | Universidad Cuauhtémoc                                      | Guadalajara                 | José Luis De la Garza Castañeda           |
| Borregos Tec León              | Instituto Tecnológico y de Estudios Superiores de Monterrey | León                        | Cristian José María Valdivia Roque        |
| Borregos Tec Querétaro         | Instituto Tecnológico y de Estudios Superiores de Monterrey | Querétaro                   | Luis Erick Elías Camacho                  |
| Bulldogs UdeC                  | Universidad de Celaya                                       | Celaya                      | Alejandro Montoya Orozco                  |
| Felinos La Salle Bajío         | Universidad De La Salle Bajío                               | León                        | Alfredo Navarro Alcaraz                   |
| Gallos UAA                     | Universidad Autónoma de Aguascalientes                      | Aguascalientes              | Carlos Vinicio Nungaray Jasso             |
| Gatos Salvajes UAQ             | Universidad Autónoma de Querétaro                           | Querétaro                   | Arturo Sánchez Aceves                     |
| Linces UVM Querétaro           | Universidad del Valle de México                             | Querétaro                   | Sergio Ramos Ibarra                       |
| Linces UVM Zapopan             | Universidad del Valle de México                             | Zapopan                     | Oscar Alejandro García Torres             |
| Panteras UP Aguascalientes     | Universidad Panamericana                                    | Aguascalientes              | Arturo Abinadi Mendoza Arevyan            |
| Panteras UP Guadalajara        | Universidad Panamericana                                    | Guadalajara                 | Sergio Humberto Vela Muñoz                |
| Potros UNLA                    | Universidad Latina de América                               | Morelia                     | Horacio Oropeza Arvizu                    |
| Tlacuaches ITESO               | Instituto Tecnológico y de Estudios Superiores de Occidente | Guadalajara                 | Jorge Real Núñez                          |
| Conferencia Centro-Oriente     |                                                             |                             |                                           |
| Equipo                         | Universidad                                                 | Campus                      | Entrenador                                |
| Águilas La Salle CDMX          | Universidad La Salle                                        | Ciudad de México            | Alejandro Israel Fernando Gómez Rodríguez |
| Cacomixtles UPAV Teziutlán     | Universidad Popular Autónoma de Veracruz                    | Teziutlán                   | Josué García Roano                        |
| Coyotes La Salle Neza          | Universidad La Salle                                        | Ciudad Nezahualcóyotl       | Carlos Rodrigo Licea Cadena               |
| Gamos UMA                      | Universidad Marista                                         | Ciudad de México            | Alfonso Flores Zamudio                    |
| Guerreros UC Puebla            | Universidad Cuauhtémoc                                      | Puebla                      | Rolando Huchín Aguilar                    |
| Jaguares UAMP                  | Universidad Americana de Puebla                             | San Andrés Cholula          | Luis Fernando Reyes Paulino               |
| Halcones UV                    | Universidad Veracruzana                                     | Xalapa                      | Néstor Hernández Flores                   |
| Leones Anáhuac Córdoba-Orizaba | Universidad Anáhuac                                         | Córdoba                     | Juan Bernardo Castillo González           |
| Leones Anáhuac México Sur      | Universidad Anáhuac                                         | Ciudad de México            | Víctor Enrique Eugenio Ávila              |
| Leones Anáhuac Puebla          | Universidad Anáhuac                                         | San Andrés Cholula          | Nassau Hernández Lobato                   |
| Leones Anáhuac Xalapa          | Universidad Anáhuac                                         | Xalapa                      | Eric Hare Olvera                          |
| Linces UVM Centro              | Universidad del Valle de México                             | Ciudad de México            | Javier González Rex                       |
| Linces UVM Lomas Verdes        | Universidad del Valle de México                             | Lomas Verdes                | Mauricio Castellanos Elizalde             |
| Lobos BUAP                     | Benemérita Universidad Autónoma de Puebla                   | Puebla                      | Luis Sebastián Sucarrat                   |
| Potros UAEM                    | Universidad Autónoma del Estado de México                   | Toluca                      | Jorge Damián Torres Barrueta              |
| Potros Salvajes IES            | Instituto de Estudios Superiores de la Sierra               | Teziutlán                   | Maikol Farid Sandoval Rodríguez           |
| Conferencia Norte              |                                                             |                             |                                           |
| Equipo                         | Universidad                                                 | Campus                      | Entrenador                                |
| Águilas TECNM Fresnillo        | Tecnológico Nacional de México                              | Fresnillo                   | Raúl Martínez Vázquez                     |
| Águilas UACH                   | Universidad Autónoma de Chihuahua                           | Chihuahua                   | Alfonso Araiza Contreras                  |
| Borregos Tec Laguna            | Instituto Tecnológico y de Estudios Superiores de Monterrey | Torreón                     | Oscar Yander Hernández Barrón             |
| Halcones UAL                   | Universidad Autónoma de La Laguna                           | Torreón                     | Juan Antonio Wong Lezama                  |
| Indios UACJ                    | Universidad Autónoma de Ciudad Juárez                       | Ciudad Juárez               | Ángel Alfredo González Chávez             |
| Lobos IBERO Torreón            | Universidad Iberoamericana Torreón                          | Torreón                     | Erik Gerardo Rodríguez Cortés             |
| Lobos UAdeC                    | Universidad Autónoma de Coahuila                            | Saltillo                    | Edgar Uriel Segura Rodríguez              |
| Troyanos UDEM                  | Universidad de Monterrey                                    | San Pedro Garza García      | Guilibaldo Tamez Macías                   |
| Tuzos UAZ                      | Universidad Autónoma de Zacatecas                           | Zacatecas                   | Albina Cerillo Mancinas                   |

## Temporada 2024-2025

### División I Femenil
| CEU     | 76-58 | Tec Tol | "Omar Sandoval Moreno" | 26 sep | 17:00 |
| UVM Qro | 45-52 | Tec Ags | UVM Querétaro          | 27 sep | 13:00 |
| CEU     | 86-58 | Tec Hgo | "Omar Sandoval Moreno" | 27 sep | 17:00 |
| UANL    | 60-54 | Tec Gdl | "Luis Eugenio Todd"    | 27 sep | 17:00 |
| Tec Mty | 69-45 | Tec Tol | Wellness Center        | 27 sep | 17:30 |
| Tec Mty | 75-39 | Tec Hgo | Wellness Center        | 28 sep | 12:00 |

| CEU     | 81-86 | Tec CEM | "Omar Sandoval Moreno" | 3 oct | 20:00 |
| UANL    | 70-65 | UPAEP   | "Luis Eugenio Todd"    | 4 oct | 12:30 |
| Tec Hgo | 61-65 | Tec Ags | Arena "Azul"           | 4 oct | 17:00 |
| Tec Tol | 81-68 | UVM Qro | Arena "Cubo de Hielo"  | 4 oct | 18:30 |
| Tec Hgo | 61-66 | UVM Qro | Arena "Azul"           | 5 oct | 17:30 |
| Tec Mty | 71-53 | Tec CEM | Wellness Center        | 5 oct | 17:30 |
| Tec Tol | 90-51 | Tec Ags | Arena "Cubo de Hielo"  | 5 oct | 18:00 |

| Tec Gdl | 69-60 | CEU         | Domo Deportivo            | 9 oct  | 17:00 |
| CETYS   | 81-68 | Tec Mty     | “Rodrigo Valle Hernández” | 10 oct | 13:00 |
| UPAEP   | 59-83 | Tec Tol     | "El Nido" UPAEP           | 11 oct | 13:00 |
| Inter   | 48-60 | Tec Hgo     | "Nido Naranja"            | 11 oct | 13:00 |
| Tec CEM | 79-60 | Anáhuac Nte | Arena Borregos CEM        | 11 oct | 19:00 |
| UPAEP   | 65-41 | Tec Hgo     | "El Nido" UPAEP           | 12 oct | 10:00 |
| Inter   | 34-62 | Tec Tol     | "Nido Naranja"            | 12 oct | 11:00 |
| Tec Gdl | 65-71 | Tec Mty     | Domo Deportivo            | 12 oct | 12:30 |
| CETYS   | 74-67 | CEU         | “Rodrigo Valle Hernández” | 13 oct | 13:00 |

| CEU     | 64-66 | UANL    | "Omar Sandoval Moreno" | 17 oct | 17:00 |
| UVM Qro | 69-76 | UPAEP   | UVM Querétaro          | 18 oct | 13:00 |
| Tec Ags | 63-52 | Inter   | Duela LiFE             | 18 oct | 13:00 |
| Tec Tol | 59-57 | Tec Hgo | Arena "Cubo de Hielo"  | 18 oct | 13:00 |
| Tec Mty | 63-45 | UANL    | Wellness Center        | 18 oct | 17:30 |
| Tec Ags | 43-55 | UPAEP   | Duela LiFE             | 19 oct | 13:00 |
| UVM Qro | 59-54 | Inter   | UVM Querétaro          | 19 oct | 17:00 |

| Tec Tol | 44-45 | UANL        | Arena "Cubo de Hielo"     | 25 oct | 13:00 |
| CETYS   | 70-63 | Tec CEM     | “Rodrigo Valle Hernández” | 25 oct | 13:00 |
| Tec Mty | 75-40 | CEU         | Wellness Center           | 25 oct | 15:00 |
| Tec Gdl | 73-55 | Anáhuac Nte | Domo Deportivo            | 25 oct | 16:00 |
| Tec Gdl | 61-50 | Tec CEM     | Domo Deportivo            | 26 oct | 12:30 |
| CETYS   | 79-47 | Anáhuac Nte | “Rodrigo Valle Hernández” | 26 oct | 13:00 |
| Tec Hgo | 54-43 | UANL        | Arena "Azul"              | 26 oct | 17:30 |

| CEU     | 58-63 | Anáhuac Nte | "Omar Sandoval Moreno" | 1 nov | 17:00 |
| Tec Gdl | 84-57 | Inter       | Domo Deportivo         | 1 nov | 17:00 |
| Tec Mty | 78-47 | Anáhuac Nte | Wellness Center        | 2 nov | 11:00 |
| Tec Gdl | 54-60 | UPAEP       | Domo Deportivo         | 2 nov | 12:30 |

| CETYS   | 65-69 | UPAEP   | “Rodrigo Valle Hernández” | 6 nov  | 13:00 |
| Tec Ags | 70-73 | CEU     | Duela LiFE                | 8 nov  | 13:00 |
| UANL    | 60-67 | Tec CEM | "Luis Eugenio Todd"       | 8 nov  | 15:00 |
| Tec Ags | 53-72 | Tec Mty | Duela LiFE                | 9 nov  | 13:00 |
| UVM Qro | 50-72 | CEU     | UVM Querétaro             | 9 nov  | 15:00 |
| UVM Qro | 33-67 | Tec Mty | UVM Querétaro             | 10 nov | 13:00 |

| Tec Ags     | 38-58 | Tec Gdl | Duela LiFE               | 15 nov | 13:00 |
| UPAEP       | 55-42 | Inter   | "El Nido" UPAEP          | 15 nov | 13:00 |
| Anáhuac Nte | 56-54 | Tec Hgo | Comité Olímpico Mexicano | 15 nov | 18:00 |
| Tec CEM     | 55-59 | Tec Tol | Arena Borregos CEM       | 15 nov | 19:00 |
| UVM Qro     | 45-63 | Tec Gdl | UVM Querétaro            | 16 nov | 13:00 |
| Anáhuac Nte | 53-63 | Tec Tol | Comité Olímpico Mexicano | 16 nov | 13:00 |
| Tec CEM     | 71-66 | Tec Hgo | Arena Borregos CEM       | 16 nov | 13:00 |
| UVM Qro     | 53-72 | CETYS   | UVM Querétaro            | 17 nov | 13:00 |
| Tec Ags     | 65-80 | CETYS   | Duela LiFE               | 18 nov | 13:00 |

| Anáhuac Nte | 46-56 | Inter   | Comité Olímpico Mexicano | 20 nov | 16:00 |
| Tec CEM     | 73-41 | Inter   | Arena Borregos CEM       | 21 nov | 13:00 |
| UANL        | 72-49 | UVM Qro | "Luis Eugenio Todd"      | 22 nov | 17:00 |
| Tec CEM     | 74-46 | UPAEP   | Arena Borregos CEM       | 22 nov | 20:00 |
| UANL        | 56-40 | Tec Ags | "Luis Eugenio Todd"      | 23 nov | 11:30 |
| Anáhuac Nte | 58-70 | UPAEP   | Comité Olímpico Mexicano | 23 nov | 13:00 |

| CEU     | 72-62 | UPAEP       | "Omar Sandoval Moreno" | 28 nov | 17:00 |
| Tec Tol | 71-61 | CETYS       | Arena "Cubo de Hielo"  | 29 nov | 13:00 |
| Tec Ags | 77-64 | Anáhuac Nte | Duela LiFE             | 29 nov | 13:00 |
| UVM Qro | 56-66 | Tec CEM     | UVM Querétaro          | 29 nov | 13:00 |
| CEU     | 68-57 | Inter       | "Omar Sandoval Moreno" | 29 nov | 17:00 |
| Tec Hgo | 53-68 | Tec Gdl     | Arena "Azul"           | 29 nov | 17:00 |
| Tec Mty | 53-50 | UPAEP       | Wellness Center        | 29 nov | 17:30 |
| Tec Mty | 68-43 | Inter       | Wellness Center        | 30 nov | 12:00 |
| UVM Qro | 43-46 | Anáhuac Nte | UVM Querétaro          | 30 nov | 13:00 |
| Tec Ags | 62-61 | Tec CEM     | Duela LiFE             | 30 nov | 13:00 |
| Tec Tol | 86-58 | Tec Gdl     | Arena "Cubo de Hielo"  | 30 nov | 16:00 |

| UANL | 44-38 | Inter | "Luis Eugenio Todd" | 2 dic | 12:30 |

| UANL  | 75-53 | Anáhuac Nte | "Luis Eugenio Todd"       | 31 ene | 18:00 |
| CETYS | 55-47 | Inter       | “Rodrigo Valle Hernández” | 1 feb  | 13:00 |

| Tec Gdl | 46-54 | UANL    | Domo Deportivo            | 6 feb | 17:00 |
| Tec Tol | 81-52 | CEU     | Arena "Cubo de Hielo"     | 7 feb | 13:00 |
| Tec Ags | 20-0  | UVM Qro | Duela LiFE                | 7 feb | 13:00 |
| Tec Hgo | 53-59 | Tec Mty | Arena "Azul"              | 7 feb | 17:00 |
| CETYS   | 68-76 | UANL    | “Rodrigo Valle Hernández” | 8 feb | 13:00 |
| Tec Tol | 62-63 | Tec Mty | Arena "Cubo de Hielo"     | 8 feb | 16:00 |
| Tec Hgo | 68-75 | CEU     | Arena "Azul"              | 8 feb | 17:30 |

| Inter       | 33-53 | UANL    | "Nido Naranja"           | 14 feb | 13:00 |
| UVM Qro     | 67-70 | Tec Hgo | UVM Querétaro            | 14 feb | 13:00 |
| Tec Ags     | 59-65 | Tec Tol | Duela LiFE               | 14 feb | 13:00 |
| Anáhuac Nte | 47-76 | Tec Mty | Comité Olímpico Mexicano | 14 feb | 18:00 |
| Tec CEM     | 82-69 | CEU     | Arena Borregos CEM       | 14 feb | 19:00 |
| UPAEP       | 55-51 | UANL    | "El Nido" UPAEP          | 15 feb | 10:00 |
| Tec CEM     | 72-70 | Tec Mty | Arena Borregos CEM       | 15 feb | 13:00 |
| UVM Qro     | 49-66 | Tec Tol | UVM Querétaro            | 15 feb | 13:00 |
| Tec Ags     | 45-49 | Tec Hgo | Duela LiFE               | 15 feb | 13:00 |
| Anáhuac Nte | 52-65 | CEU     | Comité Olímpico Mexicano | 15 feb | 13:00 |

| CEU         | 84-91 | Tec Gdl | "Omar Sandoval Moreno"   | 20 feb | 17:00 |
| Tec Tol     | 66-48 | Inter   | Arena "Cubo de Hielo"    | 21 feb | 13:00 |
| CEU         | 59-72 | CETYS   | "Omar Sandoval Moreno"   | 21 feb | 17:00 |
| Tec Hgo     | 63-75 | UPAEP   | Arena "Azul"             | 21 feb | 17:00 |
| Tec Mty     | 53-44 | Tec Gdl | Wellness Center          | 21 feb | 17:30 |
| Tec Mty     | 56-40 | CETYS   | Wellness Center          | 22 feb | 14:00 |
| Anáhuac Nte | 47-70 | Tec CEM | Comité Olímpico Mexicano | 22 feb | 13:00 |
| Tec Hgo     | 59-41 | Inter   | Arena "Azul"             | 22 feb | 16:00 |
| Tec Tol     | 68-53 | UPAEP   | Arena "Cubo de Hielo"    | 22 feb | 17:30 |

| UANL    | 69-59 | CETYS   | "Luis Eugenio Todd" | 24 feb | 12:30 |
| UPAEP   | 69-56 | Tec Ags | "El Nido" UPAEP     | 28 feb | 13:00 |
| Inter   | 48-42 | UVM Qro | "Nido Naranja"      | 28 feb | 13:00 |
| Tec Hgo | 50-75 | Tec Tol | Arena "Azul"        | 28 feb | 17:00 |
| UPAEP   | 76-42 | UVM Qro | "El Nido" UPAEP     | 1 mar  | 10:00 |
| Inter   | 40-51 | Tec Ags | "Nido Naranja"      | 1 mar  | 11:00 |
| UANL    | 57-70 | Tec Mty | "Luis Eugenio Todd" | 1 mar  | 11:30 |

| CEU         | 46-67 | Tec Mty | "Omar Sandoval Moreno"   | 5 mar | 17:00 |
| UANL        | 54-29 | Tec Hgo | "Luis Eugenio Todd"      | 7 mar | 12:30 |
| Anáhuac Nte | 67-70 | CETYS   | Comité Olímpico Mexicano | 7 mar | 18:00 |
| Tec CEM     | 70-58 | Tec Gdl | Arena Borregos CEM       | 7 mar | 19:00 |
| Tec CEM     | 79-57 | CETYS   | Arena Borregos CEM       | 8 mar | 13:00 |
| Anáhuac Nte | 59-67 | Tec Gdl | Comité Olímpico Mexicano | 8 mar | 13:00 |
| UANL        | 65-46 | Tec Tol | "Luis Eugenio Todd"      | 8 mar | 14:30 |

| Tec Hgo | 54-53 | CETYS   | Arena "Azul"              | 10 mar | 16:00 |
| UANL    | 74-64 | CEU     | "Luis Eugenio Todd"       | 12 mar | 13:00 |
| CETYS   | 79-74 | Tec Tol | “Rodrigo Valle Hernández” | 15 mar | 13:00 |

| CEU         | 74-42 | Tec Ags | "Omar Sandoval Moreno"   | 20 mar | 17:00 |
| UPAEP       | 59-70 | Tec Gdl | "El Nido" UPAEP          | 21 mar | 13:00 |
| Inter       | 66-63 | CETYS   | "Nido Naranja"           | 21 mar | 13:00 |
| CEU         | 70-50 | UVM Qro | "Omar Sandoval Moreno"   | 21 mar | 17:00 |
| Tec Mty     | 57-43 | Tec Ags | Wellness Center          | 21 mar | 17:30 |
| Anáhuac Nte | 50-77 | UANL    | Comité Olímpico Mexicano | 21 mar | 18:00 |
| UPAEP       | 69-64 | CETYS   | "El Nido" UPAEP          | 22 mar | 10:00 |
| Inter       | 51-55 | Tec Gdl | "Nido Naranja"           | 22 mar | 11:00 |
| Tec Mty     | 55-31 | UVM Qro | Wellness Center          | 22 mar | 12:00 |
| Tec CEM     | 54-59 | UANL    | Arena Borregos CEM       | 22 mar | 13:00 |

| Tec Gdl | 53-40 | UVM Qro     | "Domo Deportivo           | 27 mar | 17:00 |
| CETYS   | 71-43 | Tec Ags     | “Rodrigo Valle Hernández” | 28 mar | 11:00 |
| Inter   | 54-70 | UPAEP       | "Nido Naranja"            | 28 mar | 13:00 |
| Tec Tol | 67-57 | Anáhuac Nte | Arena "Cubo de Hielo"     | 28 mar | 15:00 |
| Tec Hgo | 60-66 | Tec CEM     | Arena "Azul"              | 28 mar | 17:00 |
| CETYS   | 53-39 | UVM Qro     | “Rodrigo Valle Hernández” | 29 mar | 11:00 |
| Tec Hgo | 70-77 | Anáhuac Nte | Arena "Azul"              | 29 mar | 15:30 |
| Tec Tol | 70-68 | Tec CEM     | Arena "Cubo de Hielo"     | 29 mar | 16:00 |
| Tec Gdl | 49-44 | Tec Ags     | Domo Deportivo            | 30 mar | 10:30 |

| UPAEP   | 66-48 | Anáhuac Nte | "El Nido" UPAEP           | 4 Abr | 13:00 |
| Tec Ags | 67-63 | UANL        | Duela LiFE                | 4 Abr | 13:00 |
| Inter   | 60-63 | Tec CEM     | "Nido Naranja"            | 4 Abr | 13:00 |
| CETYS   | 67-64 | Tec Gdl     | “Rodrigo Valle Hernández” | 4 Abr | 13:00 |
| UPAEP   | 50-52 | Tec CEM     | "El Nido" UPAEP           | 5 Abr | 10:00 |
| Inter   | 47-50 | Anáhuac Nte | "Nido Naranja"            | 5 Abr | 11:00 |
| Tec Gdl | 46-57 | CETYS       | Domo Deportivo            | 5 Abr | 12:00 |
| UVM Qro | 43-55 | UANL        | UVM Querétaro             | 5 Abr | 13:00 |

| CETYS       | 68-50 | Tec Hgo | “Rodrigo Valle Hernández” | 11 Abr | 13:00 |
| Inter       | 43-69 | Tec Mty | "Nido Naranja"            | 11 Abr | 13:00 |
| UPAEP       | 77-54 | CEU     | "El Nido" UPAEP           | 11 Abr | 16:00 |
| Anáhuac Nte | 60-51 | UVM Qro | Comité Olímpico Mexicano  | 11 Abr | 16:00 |
| Tec Gdl     | 51-56 | Tec Tol | Domo Deportivo            | 11 Abr | 17:00 |
| Tec CEM     | 65-57 | Tec Ags | Arena Borregos CEM        | 11 Abr | 19:00 |
| Inter       | 54-66 | CEU     | "Nido Naranja"            | 12 Abr | 11:00 |
| Anáhuac Nte | 53-62 | Tec Ags | Comité Olímpico Mexicano  | 12 Abr | 13:00 |
| Tec CEM     | 60-42 | UVM Qro | Arena Borregos CEM        | 12 Abr | 13:00 |
| UPAEP       | 50-77 | Tec Mty | "El Nido" UPAEP           | 12 Abr | 16:00 |
| Tec Gdl     | 60-51 | Tec Hgo | Domo Deportivo            | 13 Abr | 10:30 |

#### Clasificación
|                                             | Equipo             | JJ | JG | JP | JD | %     | Local | Visita | PF   | PC   | DIF  | PTS |
| ------------------------------------------- | ------------------ | -- | -- | -- | -- | ----- | ----- | ------ | ---- | ---- | ---- | --- |
| 1.                                          | Tec Monterrey      | 24 | 22 | 2  | 0  | 91.67 | 12-0  | 10-2   | 1602 | 1182 | 420  | 46  |
| 2.                                          | UANL               | 24 | 18 | 6  | 0  | 75.00 | 10-2  | 8-4    | 1443 | 1275 | 168  | 42  |
| 3.                                          | Tec Toluca         | 24 | 18 | 6  | 0  | 75.00 | 10-2  | 8-4    | 1597 | 1380 | 217  | 42  |
| 4.                                          | Tec CEM            | 24 | 17 | 7  | 0  | 70.83 | 10-2  | 7-5    | 1599 | 1432 | 167  | 41  |
| 5.                                          | UPAEP              | 24 | 15 | 9  | 0  | 62.50 | 8-4   | 7-5    | 1501 | 1423 | 78   | 39  |
| 6.                                          | CETYS Tijuana      | 24 | 15 | 9  | 0  | 62.50 | 10-2  | 5-7    | 1578 | 1461 | 117  | 39  |
| 7.                                          | Tec Guadalajara    | 24 | 14 | 10 | 0  | 58.33 | 7-5   | 7-5    | 1461 | 1380 | 81   | 38  |
| 8.                                          | CEU                | 24 | 11 | 13 | 0  | 45.83 | 6-6   | 5-7    | 1595 | 1598 | -3   | 35  |
| 9.                                          | Tec Aguascalientes | 24 | 9  | 15 | 0  | 37.50 | 5-7   | 4-8    | 1268 | 1422 | -154 | 33  |
| 10.                                         | Anáhuac Norte      | 24 | 6  | 18 | 0  | 25.00 | 2-10  | 4-8    | 1315 | 1593 | -278 | 30  |
| 11.                                         | Tec Hidalgo        | 24 | 6  | 18 | 0  | 25.00 | 3-9   | 3-9    | 1330 | 1517 | -187 | 30  |
| 12.                                         | Interamericana     | 24 | 3  | 21 | 0  | 12.50 | 2-10  | 1-11   | 1154 | 1444 | -290 | 27  |
| 13.                                         | UVM Querétaro      | 24 | 2  | 22 | 1  | 8.33  | 1-11  | 1-11   | 1132 | 1468 | -336 | 25  |
| Fuente: Tabla general                       |                    |    |    |    |    |       |       |        |      |      |      |     |
| Fecha de actualización: 13 de abril de 2025 |                    |    |    |    |    |       |       |        |      |      |      |     |

|  | Clasifican a los Ocho Grandes. |
|  | Descienden a División II.      |

El criterio de desempate es la diferencia de puntos en sus enfrentamientos directos.

### División I Varonil
| UP CDMX     | 97-69  | UNIMO   | Deportivo Coyoacán      | 26 sep | 14:00 |
| CEU         | 70-67  | Tec Tol | "Omar Sandoval Moreno"  | 26 sep | 20:00 |
| UP CDMX     | 77-71  | UVAQ    | Deportivo Coyoacán      | 27 sep | 14:00 |
| Tec CSF     | 82-66  | Tec Gdl | Arena Borregos Santa Fe | 27 sep | 18:00 |
| UNAM        | 41-77  | UNIMO   | Frontón Cerrado CU      | 27 sep | 18:00 |
| UDLAP       | 74-64  | CETYS   | "Morris 'Moe' Williams" | 27 sep | 19:00 |
| Inter       | 81-100 | Tec Pue | "Nido Naranja"          | 27 sep | 19:00 |
| Tec Mty     | 61-69  | Tec Tol | Wellness Center         | 27 sep | 20:00 |
| CEU         | 98-64  | Tec Hgo | "Omar Sandoval Moreno"  | 27 sep | 20:00 |
| UPAEP       | 79-53  | Tec Pue | "El Nido" UPAEP         | 28 sep | 12:00 |
| UNAM        | 75-70  | UVAQ    | Frontón Cerrado CU      | 28 sep | 13:00 |
| Tec Mty     | 74-66  | Tec Hgo | Wellness Center         | 28 sep | 15:00 |
| Tec CSF     | 101-59 | CETYS   | Arena Borregos Santa Fe | 28 sep | 17:00 |
| UDLAP       | 98-56  | Tec Gdl | "Morris 'Moe' Williams" | 28 sep | 19:00 |
| Anáhuac Qro | 77-61  | UANE    | Polideportivo Anáhuac   | 29 sep | 14:00 |

| UANE    | 73-83   | UP CDMX     | UANE Saltillo              | 2 oct | 19:00 |
| Tec Mty | 82-37   | UNAM        | Wellness Center            | 2 oct | 20:00 |
| CEU     | 113-65  | UNAM        | "Omar Sandoval Moreno"     | 3 oct | 17:00 |
| UDLAP   | 72-77   | UPAEP       | "Morris 'Moe' Williams"    | 3 oct | 19:00 |
| Tec CSF | 85-71   | Inter       | Arena Borregos Santa Fe    | 4 oct | 18:00 |
| UMAD    | 58-43   | CETYS       | "Enrique Taylor"           | 4 oct | 18:00 |
| UNIMO   | 67-58   | UVAQ        | Usos Múltiples de la UMSNH | 4 oct | 18:00 |
| Tec Pue | 74-64   | Tec Gdl     | Arena Borregos Puebla      | 4 oct | 19:00 |
| Tec Hgo | 70-59   | UANE        | Arena "Azul"               | 4 oct | 19:30 |
| CEU     | 102-61  | UP CDMX     | "Omar Sandoval Moreno"     | 4 oct | 20:00 |
| Tec Tol | 110-115 | Anáhuac Qro | Arena "Cubo de Hielo"      | 4 oct | 20:30 |
| UMAD    | 62-41   | Tec Gdl     | "Enrique Taylor"           | 5 oct | 13:00 |
| Tec Pue | 68-64   | CETYS       | Arena Borregos Puebla      | 5 oct | 14:00 |
| UDLAP   | 68-80   | Inter       | "Morris 'Moe' Williams"    | 5 oct | 16:00 |
| Tec CSF | 64-70   | UPAEP       | Arena Borregos Santa Fe    | 5 oct | 17:00 |
| Tec Tol | 79-74   | UANE        | Arena "Cubo de Hielo"      | 5 oct | 20:00 |
| Tec Hgo | 69-90   | Anáhuac Qro | Arena "Azul"               | 5 oct | 20:00 |
| Tec Mty | 66-57   | UP CDMX     | Wellness Center            | 6 oct | 20:00 |

| Tec Gdl | 59-81 | CEU         | Domo Deportivo             | 9 oct  | 19:30 |
| CETYS   | 68-76 | Tec Mty     | CETYS Mexicali             | 10 oct | 13:00 |
| UP CDMX | 99-95 | UANL        | Deportivo Coyoacán         | 10 oct | 14:00 |
| UMAD    | 67-51 | UDLAP       | "Enrique Taylor"           | 11 oct | 18:00 |
| UNIMO   | 86-94 | Anáhuac Qro | Usos Múltiples de la UMSNH | 11 oct | 18:00 |
| UVAQ    | 58-61 | UANE        | "Ing. César Nava Miranda"  | 11 oct | 18:00 |
| UNAM    | 57-91 | UP CDMX     | Frontón Cerrado CU         | 11 oct | 18:00 |
| UPAEP   | 67-64 | Tec Tol     | "El Nido" UPAEP            | 11 oct | 19:00 |
| Inter   | 92-91 | Tec Hgo     | "Nido Naranja"             | 11 oct | 19:00 |
| UNIMO   | 91-81 | UANE        | Usos Múltiples de la UMSNH | 12 oct | 12:00 |
| UVAQ    | 63-72 | Anáhuac Qro | "Ing. César Nava Miranda"  | 12 oct | 12:00 |
| CETYS   | 79-86 | CEU         | CETYS Mexicali             | 12 oct | 12:00 |
| UMAD    | 90-73 | Tec CSF     | "Enrique Taylor"           | 12 oct | 13:00 |
| UPAEP   | 94-51 | Tec Hgo     | "El Nido" UPAEP            | 12 oct | 13:00 |
| Inter   | 86-75 | Tec Tol     | "Nido Naranja"             | 12 oct | 13:30 |
| Tec Gdl | 43-65 | Tec Mty     | Domo Deportivo             | 12 oct | 15:30 |
| UNAM    | 64-83 | UANL        | Frontón Cerrado CU         | 13 oct | 13:00 |

| UNAM        | 56-80  | UMAD       | Frontón Cerrado CU         | 16 oct | 18:00 |
| UP CDMX     | 63-67  | UMAD       | Deportivo Coyoacán         | 17 oct | 14:00 |
| UANE        | 82-76  | UPAEP      | UANE Saltillo              | 17 oct | 19:00 |
| CEU         | 95-84  | UDLAP      | "Omnar Sandoval"           | 17 oct | 20:00 |
| UVAQ        | 66-70  | Tec Gdl    | "Ing. César Nava Miranda"  | 18 oct | 12:00 |
| UP CDMX     | 79-76  | Tec Puebla | Deportivo Coyoacán         | 18 oct | 14:00 |
| UNIMO       | 84-82  | CETYS      | Usos Múltiples de la UMSNH | 18 oct | 18:00 |
| Tec Tol     | 71-61  | Tec Hgo    | Arena "Cubo de Hielo"      | 18 oct | 18:00 |
| Anáhuac Qro | 84-59  | UPAEP      | Polideportivo Anáhuac      | 18 oct | 19:00 |
| Tec Mty     | 64-65  | UDLAP      | Wellness Center            | 18 oct | 20:00 |
| CEU         | 97-101 | Tec CSF    | "Omar Sandoval Moreno"     | 18 oct | 20:00 |
| UNIMO       | 68-70  | Tec Gdl    | Usos Múltiples de la UMSNH | 19 oct | 12:00 |
| UNAM        | 52-91  | Tec Pue    | Frontón Cerrado            | 19 oct | 12:00 |
| Anáhuac Qro | 83-78  | Inter      | Polideportivo Anáhuac      | 19 oct | 14:00 |
| UVAQ        | 58-73  | CETYS      | "Ing. César Nava Miranda"  | 19 oct | 15:00 |
| Tec Mty     | 91-61  | Tec CSF    | Wellness Center            | 19 oct | 15:00 |

| UANL        | 55-67  | Tec Mty     | "Luis Eugenio Todd"    | 23 oct | 20:00 |
| CEU         | 108-62 | UANL        | "Omar Sandoval Moreno" | 24 oct | 20:00 |
| Tec Tol     | 80-90  | UDLAP       | Arena "Cubo de Hielo"  | 25 oct | 18:00 |
| Inter       | 82-56  | UVAQ        | "Nido Naranja"         | 25 oct | 18:00 |
| Tec Mty     | 61-56  | CEU         | Wellness Center        | 25 oct | 18:00 |
| UPAEP       | 83-66  | UNIMO       | "El Nido" UPAEP        | 25 oct | 19:00 |
| Tec Pue     | 89-65  | UANE        | Arena Borregos Puebla  | 25 oct | 19:00 |
| Tec Hgo     | 72-99  | Tec CSF     | Arena "Azul"           | 25 oct | 19:30 |
| Tec Gdl     | 71-73  | UP CDMX     | Domo Deportivo         | 25 oct | 19:30 |
| UMAD        | 71-64  | UANE        | "Enrique Taylor"       | 26 oct | 13:00 |
| UPAEP       | 77-59  | UVAQ        | "El Nido" UPAEP        | 26 oct | 13:00 |
| Inter       | 93-72  | UNIMO       | "Nido Naranja"         | 26 oct | 13:00 |
| Tec Gdl     | 66-61  | UNAM        | Domo Deportivo         | 26 oct | 15:30 |
| Tec Pue     | 88-72  | Anáhuac Qro | Arena Borregos Puebla  | 26 oct | 17:00 |
| Tec Tol     | 70-61  | Tec CSF     | Arena "Cubo de Hielo"  | 26 oct | 18:30 |
| Tec Hgo     | 72-68  | UDLAP       | Arena "Azul"           | 26 oct | 20:00 |
| Anáhuac Qro | 79-63  | UANL        | Polideportivo Anáhuac  | 27 oct | 18:00 |

| UPAEP       | 70-60 | UANL    | "El Nido" UPAEP       | 30 oct | 19:00 |
| CETYS       | 77-65 | UNAM    | CETYS Mexicali        | 31 oct | 17:00 |
| UMAD        | 83-56 | UANL    | "Enrique Taylor"      | 31 oct | 18:00 |
| Tec Pue     | 76-75 | UDLAP   | Arena Borregos Puebla | 31 oct | 19:00 |
| CETYS       | 66-62 | UP CDMX | CETYS Mexicali        | 1 nov  | 18:00 |
| Tec Pue     | 80-76 | Tec CSF | Arena Borregos Puebla | 1 nov  | 19:00 |
| Tec Tol     | 77-72 | UANL    | Arena "Cubo de Hielo" | 1 nov  | 19:00 |
| Tec Gdl     | 76-69 | Inter   | Domo Deportivo        | 1 nov  | 19:30 |
| Tec Gdl     | 73-82 | UPAEP   | Domo Deportivo        | 2 nov  | 15:30 |
| UANL        | 64-57 | Tec Hgo | "Luis Eugenio Todd"   | 2 nov  | 19:30 |
| Anáhuac Qro | 63-61 | Tec Mty | Polideportivo Anáhuac | 3 nov  | 12:00 |

| UPAEP   | 71-46 | UMAD    | "El Nido" UPAEP            | 5 nov  | 19:00 |
| UANE    | 71-89 | CEU     | UANE Saltillo              | 6 nov  | 19:00 |
| CETYS   | 62-71 | UPAEP   | CETYS Mexicali             | 7 nov  | 18:00 |
| Tec CSF | 72-73 | UP CDMX | Arena Borregos Santa Fe    | 8 nov  | 18:00 |
| UNIMO   | 74-80 | Tec Tol | Usos Múltiples de la UMSNH | 8 nov  | 18:00 |
| UVAQ    | 70-68 | Tec Hgo | "Ing. César Nava Miranda"  | 8 nov  | 18:00 |
| UDLAP   | 87-65 | UNAM    | "Morris 'Moe' Williams"    | 8 nov  | 19:00 |
| UANE    | 86-76 | UANL    | UANE Saltillo              | 8 nov  | 19:00 |
| UNIMO   | 75-70 | Tec Hgo | Usos Múltiples de la UMSNH | 9 nov  | 12:00 |
| UVAQ    | 73-89 | Tec Tol | "Ing. César Nava Miranda"  | 9 nov  | 12:00 |
| CETYS   | 67-80 | Inter   | CETYS Mexicali             | 9 nov  | 16:00 |
| UDLAP   | 83-73 | UP CDMX | "Morris 'Moe' Williams"    | 9 nov  | 16:00 |
| Tec CSF | 92-74 | UNAM    | Arena Borregos Santa Fe    | 9 nov  | 17:00 |
| UANE    | 61-69 | Tec Mty | UANE Saltillo              | 10 nov | 13:00 |
| Tec Pue | 75-71 | UANL    | Arena Borregos Puebla      | 10 nov | 14:00 |

| UP CDMX     | 63-69 | Tec Tol | Deportivo Coyoacán      | 14 nov | 14:00 |
| CETYS       | 49-64 | UANL    | CETYS Mexicali          | 15 nov | 13:00 |
| UP CDMX     | 84-79 | Tec Hgo | Deportivo Coyoacán      | 15 nov | 14:00 |
| Tec CSF     | 82-58 | UVAQ    | Arena Borregos Santa Fe | 15 nov | 18:00 |
| UMAD        | 64-56 | Tec Mty | "Enrique Taylor"        | 15 nov | 18:00 |
| UNAM        | 65-70 | Tec Tol | Frontón Cerrado CU      | 15 nov | 18:00 |
| UDLAP       | 75-85 | UNIMO   | "Morris 'Moe' Williams" | 15 nov | 19:00 |
| UANE        | 75-93 | Tec Gdl | UANE Saltillo           | 15 nov | 19:00 |
| Tec Pue     | 69-60 | CEU     | Arena Borregos Puebla   | 15 nov | 19:00 |
| UPAEP       | 71-75 | Inter   | "El Nido" UPAEP         | 15 nov | 19:00 |
| UMAD        | 57-55 | CEU     | "Enrique Taylor"        | 16 nov | 13:00 |
| UNAM        | 57-77 | Tec Hgo | Frontón Cerrado CU      | 16 nov | 13:00 |
| UDLAP       | 76-77 | UVAQ    | "Morris 'Moe' Williams" | 16 nov | 16:00 |
| Tec Pue     | 92-87 | Tec Mty | Arena Borregos Puebla   | 16 nov | 17:00 |
| Tec CSF     | 92-86 | UNIMO   | Arena Borregos Santa Fe | 16 nov | 17:00 |
| Anáhuac Qro | 89-80 | Tec Gdl | Polideportivo Anáhuac   | 17 nov | 16:00 |

| Tec Gdl | 81-74  | UANL        | Domo Deportivo          | 21 nov | 13:00 |
| UP CDMX | 69-76  | UPAEP       | Deportivo Coyoacán      | 21 nov | 14:00 |
| CEU     | 114-85 | UNIMO       | "Omar Sandoval Moreno"  | 21 nov | 20:00 |
| UP CDMX | 62-65  | Inter       | Deportivo Coyoacán      | 22 nov | 14:00 |
| UNAM    | 71-85  | UPAEP       | Frontón Cerrado CU      | 22 nov | 16:30 |
| Tec CSF | 85-74  | UANE        | Arena Borregos Santa Fe | 22 nov | 18:00 |
| Tec Tol | 52-64  | UMAD        | Arena "Cubo de Hielo"   | 22 nov | 18:00 |
| UDLAP   | 68-89  | Anáhuac Qro | "Morris 'Moe' Williams" | 22 nov | 19:00 |
| Tec Hgo | 95-88  | Tec Pue     | Arena "Azul"            | 22 nov | 19:30 |
| Tec Mty | 67-50  | UNIMO       | Wellness Center         | 22 nov | 20:00 |
| CEU     | 103-67 | UVAQ        | "Omar Sandoval Moreno"  | 22 nov | 20:00 |
| UNAM    | 71-91  | Inter       | Frontón Cerrado CU      | 23 nov | 13:00 |
| Tec Mty | 89-62  | UVAQ        | Wellness Center         | 23 nov | 15:00 |
| UDLAP   | 60-59  | UANE        | "Morris 'Moe' Williams" | 23 nov | 16:00 |
| Tec CSF | 99-84  | Anáhuac Qro | Arena Borregos Santa Fe | 23 nov | 17:00 |
| Tec Tol | 84-88  | Tec Pue     | Arena "Cubo de Hielo"   | 23 nov | 18:30 |
| Tec Hgo | 52-62  | UMAD        | Arena "Azul"            | 23 nov | 20:00 |
| CETYS   | 82-58  | Tec Gdl     | CETYS Mexicali          | 24 nov | 12:00 |

| UANE        | 0-20   | Inter   | UANE Saltillo              | 27 nov | 19:00 |
| UDLAP       | 63-65  | UANL    | "Morris 'Moe' Williams"    | 28 nov | 19:00 |
| CEU         | 61-79  | UPAEP   | "Omar Sandoval Moreno"     | 28 nov | 20:00 |
| Anáhuac Qro | 85-72  | UNAM    | Polideportivo Anáhuac      | 29 nov | 14:00 |
| Tec Tol     | 83-51  | CETYS   | Arena "Cubo de Hielo"      | 29 nov | 18:00 |
| UNIMO       | 68-67  | UMAD    | Usos Múltiples de la UMSNH | 29 nov | 18:00 |
| UVAQ        | 75-83  | Tec Pue | "Ing. César Nava Miranda"  | 29 nov | 18:00 |
| Tec Hgo     | 72-66  | Tec Gdl | Arena "Azul"               | 29 nov | 19:30 |
| Tec Mty     | 69-78  | UPAEP   | Wellness Center            | 29 nov | 20:00 |
| CEU         | 70-62  | Inter   | "Omar Sandoval Moreno"     | 29 nov | 20:00 |
| UNIMO       | 64-78  | Tec Pue | Usos Múltiples de la UMSNH | 30 nov | 12:00 |
| UVAQ        | 61-69  | UMAD    | "Ing. César Nava Miranda"  | 30 nov | 12:00 |
| Tec Mty     | 59-67  | Inter   | Wellness Center            | 30 nov | 15:00 |
| UDLAP       | 99-103 | Tec CSF | "Morris 'Moe' Williams"    | 30 nov | 16:00 |
| Anáhuac Qro | 76-86  | UP CDMX | Polideportivo Anáhuac      | 30 nov | 18:00 |
| Tec Tol     | 92-70  | Tec Gdl | Arena "Cubo de Hielo"      | 30 nov | 18:30 |
| Tec Hgo     | 73-46  | CETYS   | Arena "Azul"               | 30 nov | 20:00 |
| UANE        | 82-74  | UNAM    | UANE Saltillo              | 1 dic  | 13:00 |
| UANL        | 74-63  | Inter   | "Luis Eugenio Todd"        | 1 dic  | 14:00 |

| Tec CSF | 81-55 | UANL | Arena Borregos Santa Fe | 2 dic | 18:00 |

| Anáhuac Qro | 104-63 | CETYS       | Polideportivo Anáhuac | 31 ene | 14:00 |
| UMAD        | 70-30  | Anáhuac Qro | "Enrique Taylor"      | 1 feb  | 15:00 |
| UANE        | 65-82  | CETYS       | UANE Saltillo         | 2 feb  | 13:00 |

| CETYS   | 79-71 | Tec CSF     | CETYS Mexicali             | 7 feb | 18:00 |
| UMAD    | 52-56 | Inter       | "Enrique Taylor"           | 7 feb | 18:00 |
| Tec Tol | 77-71 | CEU         | Arena "Cubo de Hielo"      | 7 feb | 18:00 |
| UNIMO   | 95-76 | UP CDMX     | Usos Múltiples de la UMSNH | 7 feb | 18:00 |
| UVAQ    | 84-71 | UNAM        | "Ing. César Nava Miranda"  | 7 feb | 18:00 |
| Tec Pue | 79-74 | UPAEP       | Arena Borregos Puebla      | 7 feb | 19:00 |
| UANE    | 74-87 | Anáhuac Qro | UANE Saltillo              | 7 feb | 19:00 |
| Tec Gdl | 73-66 | UDLAP       | Domo Deportivo             | 7 feb | 19:30 |
| Tec Hgo | 59-76 | Tec Mty     | Arena "Azul"               | 7 feb | 19:30 |
| UNIMO   | 86-72 | UNAM        | Usos Múltiples de la UMSNH | 8 feb | 12:00 |
| UVAQ    | 59-68 | UP CDMX     | "Ing. César Nava Miranda"  | 8 feb | 12:00 |
| UMAD    | 65-53 | UPAEP       | "Enrique Taylor"           | 8 feb | 13:00 |
| Tec Pue | 83-77 | Inter       | Arena Borregos Puebla      | 8 feb | 14:00 |
| CETYS   | 58-71 | UDLAP       | CETYS Mexicali             | 8 feb | 16:00 |
| Tec Tol | 69-76 | Tec Mty     | Arena "Cubo de Hielo"      | 8 feb | 18:30 |
| Tec Hgo | 74-68 | CEU         | Arena "Azul"               | 8 feb | 20:00 |
| Tec Gdl | 78-82 | Tec CSF     | Domo Deportivo             | 9 feb | 10:00 |
| UANL    | 66-71 | Anáhuac Qro | "Luis Eugenio Todd"        | 9 feb | 14:30 |

| UPAEP       | 69-61 | UDLAP   | "El Nido" UPAEP           | 12 feb | 19:00 |
| Tec Gdl     | 50-90 | UMAD    | Domo Deportivo            | 13 feb | 19:30 |
| UP CDMX     | 71-66 | Tec Mty | Deportivo Coyoacán        | 14 feb | 14:00 |
| Anáhuac Qro | 83-81 | Tec Hgo | Polideportivo Anáhuac     | 14 feb | 14:00 |
| CETYS       | 76-62 | Tec Pue | CETYS Mexicali            | 14 feb | 18:00 |
| UNAM        | 49-90 | CEU     | Frontón Cerrado CU        | 14 feb | 18:00 |
| UVAQ        | 46-72 | UNIMO   | "Ing. César Nava Miranda" | 14 feb | 18:00 |
| UPAEP       | 54-61 | Tec CSF | "El Nido" UPAEP           | 14 feb | 19:00 |
| Inter       | 76-70 | UDLAP   | "Nido Naranja"            | 14 feb | 19:00 |
| UANE        | 72-77 | Tec Tol | UANE Saltillo             | 14 feb | 19:00 |
| UNAM        | 55-70 | Tec Mty | Frontón Cerrado CU        | 15 feb | 13:00 |
| Inter       | 73-93 | Tec CSF | "Nido Naranja"            | 15 feb | 13:30 |
| UP CDMX     | 55-74 | CEU     | Deportivo Coyoacán        | 15 feb | 14:00 |
| CETYS       | 46-77 | UMAD    | CETYS Mexicali            | 15 feb | 16:00 |
| Tec Gdl     | 67-82 | Tec Pue | Domo Deportivo            | 16 feb | 10:00 |
| UANE        | 78-86 | Tec Hgo | UANE Saltillo             | 16 feb | 13:00 |
| Anáhuac Qro | 94-79 | Tec Tol | Polideportivo Anáhuac     | 16 feb | 14:00 |
| UP CDMX     | 70-66 | UANL    | Deportivo Coyoacán        | 16 feb | 16:30 |

| UVAQ        | 47-77  | UANL    | "Ing. César Nava Miranda"  | 17 Feb | 18:00 |
| UNIMO       | 55-57  | UANL    | Usos Múltiples de la UMSNH | 18 Feb | 18:00 |
| CEU         | 76-60  | Tec Gdl | "Omar Sandoval Moreno"     | 20 Feb | 20:00 |
| Anáhuac Qro | -      | UVAQ    | Polideportivo Anáhuac      | 21 Feb | 14:00 |
| UP CDMX     | 85-66  | UNAM    | Deportivo Coyoacán         | 21 Feb | 14:00 |
| Tec CSF     | 71-72  | UMAD    | Arena Borregos Santa Fe    | 21 Feb | 18:00 |
| Tec Tol     | 63-83  | Inter   | Arena "Cubo de Hielo"      | 21 Feb | 18:00 |
| UDLAP       | 83-88  | Tec Pue | "Morris 'Moe' Williams"    | 21 Feb | 19:00 |
| UANE        | 99-103 | UNIMO   | UANE Saltillo              | 21 Feb | 19:00 |
| Tec Hgo     | 57-78  | UPAEP   | Arena "Azul"               | 21 Feb | 19:30 |
| Tec Mty     | 77-62  | Tec Gdl | Wellness Center            | 21 Feb | 20:00 |
| CEU         | 78-74  | CETYS   | "Omar Sandoval Moreno"     | 21 Feb | 20:00 |
| Tec Mty     | 76-51  | CETYS   | Wellness Center            | 22 feb | 15:00 |
| UDLAP       | 40-49  | UMAD    | "Morris 'Moe' Williams"    | 22 feb | 16:00 |
| Tec CSF     | 105-85 | Tec Pue | Arena Borregos Santa Fe    | 22 feb | 17:00 |
| Anáhuac Qro | 85-88  | UNIMO   | Polideportivo Anáhuac      | 22 feb | 18:00 |
| Tec Tol     | 80-74  | UPAEP   | Arena "Cubo de Hielo"      | 22 feb | 18:30 |
| Tec Hgo     | 62-82  | Inter   | Arena "Azul"               | 22 feb | 20:00 |
| UANE        | 84-68  | UVAQ    | UANE Saltillo              | 23 feb | 13:00 |
| UANL        | 83-57  | UNAM    | "Luis Eugenio Todd"        | 23 feb | 14:00 |

| Tec Mty | 56-47 | UANL        | Wellness Center         | 24 feb | 19:00 |
| Tec CSF | 69-75 | Tec Mty     | Arena Borregos Santa Fe | 28 Feb | 18:00 |
| CETYS   | 62-54 | UVAQ        | CETYS Mexicali          | 28 Feb | 18:00 |
| UMAD    | 68-63 | UP CDMX     | "Enrique Taylor"        | 28 Feb | 18:00 |
| UDLAP   | 75-72 | CEU         | "Morris 'Moe' Williams" | 28 Feb | 19:00 |
| UPAEP   | 87-62 | UANE        | "El Nido" UPAEP         | 28 Feb | 19:00 |
| Inter   | 83-90 | Anáhuac Qro | "Nido Naranja"          | 28 Feb | 19:00 |
| Tec Pue | 76-55 | UNAM        | Arena Borregos Puebla   | 28 Feb | 19:00 |
| Tec Hgo | 65-78 | Tec Tol     | Arena "Azul"            | 28 Feb | 19:30 |
| Tec Gdl | 60-82 | UNIMO       | Domo Deportivo          | 28 Feb | 19:30 |
| UMAD    | 94-50 | UNAM        | "Enrique Taylor"        | 1 Mar  | 13:00 |
| UPAEP   | 83-71 | Anáhuac Qro | "El Nido" UPAEP         | 1 Mar  | 13:00 |
| Inter   | 81-68 | UANE        | "Nido Naranja"          | 1 Mar  | 13:30 |
| Tec Pue | 76-62 | UP CDMX     | Arena Borregos Puebla   | 1 Mar  | 14:00 |
| Tec Gdl | 20-0  | UVAQ        | Domo Deportivo          | 1 Mar  | 15:30 |
| UDLAP   | 73-77 | Tec Mty     | "Morris 'Moe' Williams" | 1 Mar  | 16:00 |
| CETYS   | 74-86 | UNIMO       | CETYS Mexicali          | 1 Mar  | 16:00 |
| Tec CSF | 75-77 | CEU         | Arena Borregos Santa Fe | 1 Mar  | 17:00 |

| CEU         | 82-71  | Tec Mty | "Omar Sandoval Moreno"     | 5 Mar | 20:00 |
| UANE        | 70-87  | UMAD    | UANE Saltillo              | 6 Mar | 19:00 |
| UP CDMX     | 69-60  | CETYS   | Deportivo Coyoacán         | 7 Mar | 14:00 |
| UNIMO       | 62-68  | Inter   | Usos Múltiples de la UMSNH | 7 Mar | 18:00 |
| UNAM        | 70-87  | Tec Gdl | Frontón Cerrado CU         | 7 Mar | 18:00 |
| UVAQ        | 65-100 | UPAEP   | "Ing. César Nava Miranda"  | 7 Mar | 18:00 |
| Tec CSF     | 91-87  | Tec Tol | Arena Borregos Santa Fe    | 7 Mar | 18:00 |
| UDLAP       | 71-81  | Tec Hgo | "Morris 'Moe' Williams"    | 7 Mar | 19:00 |
| UANL        | 77-82  | Tec Pue | "Luis Eugenio Todd"        | 7 Mar | 20:00 |
| UNIMO       | 67-84  | UPAEP   | Usos Múltiples de la UMSNH | 8 Mar | 12:00 |
| UVAQ        | 84-93  | Inter   | "Ing. César Nava Miranda"  | 8 Mar | 12:00 |
| UNAM        | 61-76  | CETYS   | Frontón Cerrado CU         | 8 Mar | 13:00 |
| UP CDMX     | 70-66  | Tec Gdl | Deportivo Coyoacán         | 8 Mar | 14:00 |
| UDLAP       | 70-81  | Tec Tol | "Morris 'Moe' Williams"    | 8 Mar | 16:00 |
| Anáhuac Qro | 95-96  | UMAD    | Polideportivo Anáhuac      | 8 Mar | 18:00 |
| Tec CSF     | 102-67 | Tec Hgo | Arena Borregos Santa Fe    | 9 Mar | 12:30 |
| UANE        | 76-92  | Tec Pue | UANE Saltillo              | 9 Mar | 13:00 |

| UANL        | 66-50 | Tec Gdl | "Luis Eugenio Todd"   | 13 Mar | 14:00 |
| CETYS       | 71-76 | Tec Tol | CETYS Mexicali        | 14 Mar | 11:00 |
| Anáhuac Qro | 93-99 | Tec Pue | Polideportivo Anáhuac | 14 Mar | 11:00 |
| Inter       | 52-65 | UMAD    | "Nido Naranja"        | 14 Mar | 19:00 |
| Tec Hgo     | 74-81 | UANL    | Arena "Azul"          | 14 Mar | 19:30 |
| UPAEP       | 72-60 | UANL    | "El Nido" UPAEP       | 15 Mar | 12:00 |
| UMAD        | 78-69 | Tec Pue | "Enrique Taylor"      | 15 Mar | 13:00 |
| Inter       | 79-71 | UANL    | "Nido Naranja"        | 16 Mar | 12:00 |

| UANL    | 64-60  | Tec Tol     | "Luis Eugenio Todd"    | 17 Mar | 14:00 |
| UANL    | 92-81  | UANE        | "Luis Eugenio Todd"    | 18 Mar | 18:00 |
| CEU     | 101-52 | UANE        | "Omar Sandoval Moreno" | 20 Mar | 20:00 |
| UP CDMX | 83-89  | UDLAP       | Deportivo Coyoacán     | 21 Mar | 14:00 |
| UNAM    | 55-76  | Tec CSF     | Frontón Cerrado CU     | 21 Mar | 18:00 |
| Tec Tol | 111-70 | UVAQ        | Arena "Cubo de Hielo"  | 21 Mar | 18:00 |
| UPAEP   | 100-74 | Tec Gdl     | "El Nido" UPAEP        | 21 Mar | 19:00 |
| Inter   | 102-65 | CETYS       | "Nido Naranja"         | 21 Mar | 19:00 |
| Tec Pue | 69-65  | UMAD        | Arena Borregos Puebla  | 21 Mar | 19:00 |
| Tec Hgo | 65-69  | UNIMO       | Arena "Azul"           | 21 Mar | 19:30 |
| CEU     | 87-83  | Anáhuac Qro | "Omar Sandoval Moreno" | 21 Mar | 20:00 |
| Tec Mty | 89-59  | UANE        | Wellness Center        | 21 Mar | 20:00 |
| UNAM    | 68-82  | UDLAP       | Frontón Cerrado CU     | 22 Mar | 13:00 |
| UPAEP   | 70-67  | CETYS       | "El Nido" UPAEP        | 22 Mar | 13:00 |
| Inter   | 89-67  | Tec Gdl     | "Nido Naranja"         | 22 Mar | 13:30 |
| UP CDMX | 76-99  | Tec CSF     | Deportivo Coyoacán     | 22 Mar | 14:00 |
| Tec Mty | 69-57  | Anáhuac Qro | Wellness Center        | 22 Mar | 15:00 |
| Tec Tol | 74-88  | UNIMO       | Arena "Cubo de Hielo"  | 22 Mar | 18:30 |
| Tec Hgo | 66-64  | UVAQ        | Arena "Azul"           | 22 Mar | 20:00 |

| Anáhuac Qro | 86-67  | UVAQ        | Polideportivo Anáhuac      | 24 Mar | 18:00 |
| UANL        | 74-79  | CEU         | "Luis Eugenio Todd"        | 25 Mar | 19:00 |
| Tec Gdl     | 74-101 | Anáhuac Qro | Domo Deportivo             | 27 Mar | 19:30 |
| CEU         | 79-82  | Tec Pue     | "Omar Sandoval Moreno"     | 27 Mar | 20:00 |
| UNIMO       | 77-83  | Tec CSF     | Usos Múltiples de la UMSNH | 28 Mar | 18:00 |
| UVAQ        | 59-93  | UDLAP       | "Ing. César Nava Miranda"  | 28 Mar | 18:00 |
| CETYS       | 64-77  | UANE        | CETYS Mexicali             | 28 Mar | 18:00 |
| Tec Tol     | 72-76  | UP CDMX     | Arena "Cubo de Hielo"      | 28 Mar | 18:00 |
| Inter       | 73-67  | UPAEP       | "Nido Naranja"             | 28 Mar | 19:00 |
| Tec Hgo     | 66-68  | UNAM        | Arena "Azul"               | 28 Mar | 19:30 |
| Tec Mty     | 65-59  | Tec Pue     | Wellness Center            | 28 Mar | 20:00 |
| CEU         | 60-62  | UMAD        | "Omar Sandoval Moreno"     | 28 Mar | 20:00 |
| UNIMO       | 99-98  | UDLAP       | Usos Múltiples de la UMSNH | 29 Mar | 12:00 |
| UVAQ        | 54-74  | Tec CSF     | "Ing. César Nava Miranda"  | 29 Mar | 12:00 |
| Tec Mty     | 39-69  | UMAD        | Wellness Center            | 29 Mar | 15:00 |
| CETYS       | 59-84  | Anáhuac Qro | CETYS Mexicali             | 29 Mar | 16:00 |
| Tec Tol     | 82-55  | UNAM        | Arena "Cubo de Hielo"      | 29 Mar | 18:30 |
| Tec Hgo     | 67-66  | UP CDMX     | Arena "Azul"               | 29 Mar | 20:00 |
| Tec Gdl     | 72-66  | UANE        | Domo Deportivo             | 30 Mar | 13:00 |

| UNIMO       | 74-78  | CEU     | Usos Múltiples de la UMSNH | 4 Abr | 18:00 |
| UMAD        | 85-55  | Tec Hgo | "Enrique Taylor"           | 4 Abr | 18:00 |
| UVAQ        | 70-76  | Tec Mty | "Ing. César Nava Miranda"  | 4 Abr | 18:00 |
| UANE        | 87-67  | UDLAP   | UANE Saltillo              | 4 Abr | 19:00 |
| UPAEP       | 88-71  | UP CDMX | "El Nido" UPAEP            | 4 Abr | 19:00 |
| Inter       | 88-72  | UNAM    | "Nido Naranja"             | 4 Abr | 19:00 |
| Tec Pue     | 61-93  | Tec Tol | Arena Borregos Puebla      | 4 Abr | 19:00 |
| UANL        | 77-86  | Tec CSF | "Luis Eugenio Todd"        | 4 Abr | 19:00 |
| Tec Gdl     | 57-65  | CETYS   | Domo Deportivo             | 4 Abr | 19:30 |
| UNIMO       | 83-88  | Tec Mty | Usos Múltiples de la UMSNH | 5 Abr | 12:00 |
| UVAQ        | 81-103 | CEU     | "Ing. César Nava Miranda"  | 5 Abr | 12:00 |
| UPAEP       | 90-61  | UNAM    | "El Nido" UPAEP            | 5 Abr | 13:00 |
| UMAD        | 66-70  | Tec Tol | "Enrique Taylor"           | 5 Abr | 13:00 |
| Inter       | 65-53  | UP CDMX | "Nido Naranja"             | 5 Abr | 13:30 |
| Tec Pue     | 76-56  | Tec Hgo | Arena Borregos Puebla      | 5 Abr | 14:00 |
| Anáhuac Qro | 75-72  | UDLAP   | Polideportivo Anáhuac      | 5 Abr | 18:00 |
| UANE        | 68-93  | Tec CSF | UANE Saltillo              | 6 Abr | 13:00 |
| Anáhuac Qro | 76-87  | CEU     | Polideportivo Anáhuac      | 6 Abr | 13:00 |

| UP CDMX | 89-91  | Anáhuac Qro | Deportivo Coyoacán      | 11 Abr | 14:00 |
| CETYS   | 80-81  | Tec Hgo     | CETYS Mexicali          | 11 Abr | 18:00 |
| UMAD    | 109-57 | UVAQ        | "Enrique Taylor"        | 11 Abr | 18:00 |
| UNAM    | 64-68  | UANE        | Frontón Cerrado CU      | 11 Abr | 18:00 |
| Tec CSF | 88-63  | UDLAP       | Arena Borregos Santa Fe | 11 Abr | 18:00 |
| UPAEP   | 72-74  | CEU         | "El Nido" UPAEP         | 11 Abr | 19:00 |
| Inter   | 73-67  | Tec Mty     | "Nido Naranja"          | 11 Abr | 19:00 |
| Tec Pue | 90-87  | UNIMO       | Arena Borregos Puebla   | 11 Abr | 19:00 |
| Tec Gdl | 56-79  | Tec Tol     | Domo Deportivo          | 11 Abr | 19:30 |
| UMAD    | 68-59  | UNIMO       | "Enrique Taylor"        | 12 Abr | 13:00 |
| UNAM    | 59-77  | Anáhuac Qro | Frontón Cerrado CU      | 12 Abr | 13:00 |
| Inter   | 76-68  | CEU         | "Nido Naranja"          | 12 Abr | 13:30 |
| Tec Pue | 90-80  | UVAQ        | Arena Borregos Puebla   | 12 Abr | 14:00 |
| UP CDMX | 111-64 | UANE        | Deportivo Coyoacán      | 12 Abr | 14:00 |
| UPAEP   | 66-68  | Tec Mty     | "El Nido" UPAEP         | 12 Abr | 19:00 |
| UANL    | 71-64  | UDLAP       | "Luis Eugenio Todd"     | 13 Abr | 10:00 |
| Tec Gdl | 82-68  | Tec Hgo     | Domo Deportivo          | 13 Abr | 13:00 |

| UANL        | 87-79 | CETYS   | "Luis Eugenio Todd"   | 14 Abr | 09:00 |
| Anáhuac Qro | 67-87 | Tec CSF | Polideportivo Anáhuac | 15 Abr | 14:00 |
| UANL        | 63-41 | UMAD    | "Luis Eugenio Todd"   | 15 Abr | 18:00 |

#### Clasificación
|                                             | Equipo            | JJ | JG | JP | JD | %     | Local | Visita | PF   | PC   | DIF  | PTS |
| ------------------------------------------- | ----------------- | -- | -- | -- | -- | ----- | ----- | ------ | ---- | ---- | ---- | --- |
| 1.                                          | UMAD              | 36 | 30 | 6  | 0  | 83.33 | 16-2  | 14-4   | 2535 | 2079 | 456  | 66  |
| 2.                                          | Tec Puebla        | 36 | 28 | 8  | 0  | 77.78 | 17-1  | 11-7   | 2868 | 2691 | 177  | 64  |
| 3.                                          | Tec Santa Fe      | 36 | 26 | 10 | 0  | 72.22 | 13-5  | 13-5   | 3015 | 2653 | 362  | 62  |
| 4.                                          | Interamericana    | 36 | 26 | 10 | 0  | 72.22 | 14-4  | 12-6   | 2724 | 2502 | 222  | 62  |
| 5.                                          | UPAEP             | 36 | 26 | 10 | 0  | 72.22 | 15-4  | 11-6   | 2746 | 2397 | 349  | 62  |
| 6.                                          | CEU               | 36 | 25 | 11 | 0  | 69.44 | 14-4  | 11-7   | 2962 | 2535 | 427  | 61  |
| 7.                                          | Tec Monterrey     | 36 | 25 | 11 | 0  | 69.44 | 13-5  | 12-6   | 2545 | 2288 | 257  | 61  |
| 8.                                          | Anáhuac Querétaro | 36 | 24 | 12 | 0  | 66.67 | 12-6  | 12-6   | 2952 | 2775 | 177  | 60  |
| 9.                                          | Tec Toluca        | 36 | 22 | 14 | 0  | 61.11 | 10-8  | 12-6   | 2789 | 2608 | 181  | 58  |
| 10.                                         | UP CDMX           | 36 | 18 | 18 | 0  | 50.00 | 10-8  | 8-10   | 2666 | 2664 | 2    | 54  |
| 11.                                         | UANL              | 36 | 17 | 19 | 0  | 47.22 | 11-6  | 6-13   | 2502 | 2507 | -5   | 53  |
| 12.                                         | UNIMO             | 36 | 17 | 19 | 0  | 47.22 | 8-10  | 9-9    | 2754 | 2764 | -10  | 53  |
| 13.                                         | Tec Hidalgo       | 36 | 12 | 24 | 0  | 33.33 | 8-10  | 4-14   | 2489 | 2744 | -255 | 48  |
| 14.                                         | UDLAP             | 36 | 12 | 24 | 0  | 33.33 | 6-12  | 6-12   | 2664 | 2701 | -37  | 48  |
| 15.                                         | Tec Guadalajara   | 36 | 11 | 25 | 0  | 30.56 | 7-11  | 4-14   | 2358 | 2694 | -336 | 47  |
| 16.                                         | CETYS Mexicali    | 36 | 10 | 26 | 0  | 27.78 | 6-12  | 4-14   | 2383 | 2669 | -286 | 46  |
| 17.                                         | UANE              | 36 | 8  | 28 | 1  | 22.22 | 5-13  | 3-15   | 2498 | 2863 | -365 | 43  |
| 18.                                         | UVAQ              | 36 | 3  | 33 | 1  | 8.33  | 2-16  | 1-17   | 2258 | 2845 | -587 | 38  |
| 19.                                         | UNAM              | 36 | 2  | 34 | 0  | 5.56  | 1-17  | 1-17   | 2230 | 2959 | -729 | 38  |
| Fuente: Tabla general                       |                   |    |    |    |    |       |       |        |      |      |      |     |
| Fecha de actualización: 15 de abril de 2025 |                   |    |    |    |    |       |       |        |      |      |      |     |

|  | Clasifican a los Ocho Grandes. |
|  | Descienden a División II.      |

El criterio de desempate es la diferencia de puntos en sus enfrentamientos directos.

## Ocho Grandes
El 12 de junio de 2024, la Asociación de Basquetbol Estudiantil (ABE), anuncia al Instituto Tecnológico y de Estudios Superiores de Monterrey como sede de los Ocho Grandes de la Temporada 2024-25 del 21 al 26 de abril de 2025, luego de celebrarse el Congreso de la competición en las instalaciones del CETYS Universidad del Campus Tijuana.

### Rama Femenil
|  | Cuartos de final | Cuartos de final | Cuartos de final |               |    | Semifinales   | Semifinales | Semifinales |   |              | Final         | Final         | Final       |  |
|  | 21 de abril      | 21 de abril      | 21 de abril      |               |    | 23 de abril   | 23 de abril | 23 de abril |   |              | 25 de abril   | 25 de abril   | 25 de abril |  |
|  |                  |                  |                  |               |    |               |             |             |   |              |               |               |             |  |
|  |                  |                  |                  |               |    |               |             |             |   |              |               |               |             |  |
|  | 1                | Tec Monterrey    | 71               |               |    |               |             |             |   |              |               |               |             |  |
|  | 1                | Tec Monterrey    | 71               |               |    |               |             |             |   |              |               |               |             |  |
|  | 8                | CEU              | 58               |               |    |               |             |             |   |              |               |               |             |  |
|  | 8                | CEU              | 58               |               | 1  | Tec Monterrey | 78          |             |   |              |               |               |             |  |
|  |                  |                  |                  |               | 1  | Tec Monterrey | 78          |             |   |              |               |               |             |  |
|  |                  |                  | 4                | Tec CEM       | 77 |               |             |             |   |              |               |               |             |  |
|  | 4                | Tec CEM          | 4                | Tec CEM       | 77 | 49            |             |             |   |              |               |               |             |  |
|  | 4                | Tec CEM          |                  |               |    |               |             |             |   |              |               |               |             |  |
|  | 5                | UPAEP            | 47               |               |    |               |             |             |   |              |               |               |             |  |
|  | 5                | UPAEP            | 47               |               |    |               |             |             |   | 1            | Tec Monterrey | 57            |             |  |
|  |                  |                  |                  |               |    |               |             |             |   | 1            | Tec Monterrey | 57            |             |  |
|  |                  |                  | 2                | UANL          | 46 |               |             |             |   |              |               |               |             |  |
|  | 2                | UANL             | 2                | UANL          | 46 | 62            |             |             |   |              |               |               |             |  |
|  | 2                | UANL             |                  |               |    |               |             |             |   |              |               |               |             |  |
|  | 7                | Tec Guadalajara  | 40               |               |    |               |             |             |   |              |               |               |             |  |
|  | 7                | Tec Guadalajara  | 40               |               | 2  | UANL          | 60          |             |   | Tercer lugar | Tercer lugar  | Tercer lugar  |             |  |
|  |                  |                  |                  |               | 2  | UANL          | 60          |             |   | Tercer lugar | Tercer lugar  | Tercer lugar  |             |  |
|  |                  |                  | 6                | CETYS Tijuana | 41 |               |             |             |   |              |               |               |             |  |
|  | 3                | Tec Toluca       | 6                | CETYS Tijuana | 41 | 57            |             |             | 4 | Tec CEM      | 73            |               |             |  |
|  | 3                | Tec Toluca       |                  |               |    |               |             |             | 4 | Tec CEM      | 73            |               |             |  |
|  | 6                | CETYS Tijuana    | 63               |               |    |               |             |             |   |              | 6             | CETYS Tijuana | 60          |  |
|  | 6                | CETYS Tijuana    | 63               |               |    |               |             |             |   |              | 6             | CETYS Tijuana | 60          |  |
|  |                  |                  |                  |               |    |               |             |             |   |              |               |               |             |  |

Los horarios corresponden a la hora local.

Cuartos de final
| 21 de abril | (4) Tec CEM                                                                   | 49–47                                | UPAEP (5)                                                                    | Monterrey, Nuevo León                                             |  |
| 11:00       | Parciales: 20-12, 4-10, 11-14, 14-11                                          | Parciales: 20-12, 4-10, 11-14, 14-11 | Parciales: 20-12, 4-10, 11-14, 14-11                                         |                                                                   |  |
|             | Estadísticas Evaluz Trasviña (12) Marianna Velasco (11) D. Mora, K. Pérez (4) | Reporte Pts Reb Asts                 | Estadísticas (16) Alejandra Aguilar (24) Alejandra Aguilar (3) Fernanda Ruiz | Pabellón: Wellness Center Árbitros: R. Bravo D. Rosales E. Vargas |  |

| 21 de abril | (3) Tec Toluca                                                       | 57–63                                | CETYS Tijuana (6)                                                       | Monterrey, Nuevo León                                           |  |
| 14:00       | Parciales: 15-16, 17-14, 7-15, 18-18                                 | Parciales: 15-16, 17-14, 7-15, 18-18 | Parciales: 15-16, 17-14, 7-15, 18-18                                    |                                                                 |  |
|             | Estadísticas Elisa Rodríguez (15) Christa Sáenz (9) Diana Olvera (4) | Reporte Pts Reb Asts                 | Estadísticas (15) Daryana Díaz (11) Claudia Galván (4) Regina Campuzano | Pabellón: Wellness Center Árbitros: H. Cepeda R. Ubaldo C. Sosa |  |

| 21 de abril | (2) UANL                                                                          | 62–40                               | Tec Guadalajara (7)                                                    | Monterrey, Nuevo León                                              |  |
| 17:00       | Parciales: 19-10, 17-6, 11-17, 15-7                                               | Parciales: 19-10, 17-6, 11-17, 15-7 | Parciales: 19-10, 17-6, 11-17, 15-7                                    |                                                                    |  |
|             | Estadísticas Paola Colmenares (20) Alondra Villegas (11) J. Quintero, L. Baca (3) | Reporte Pts Reb Asts                | Estadísticas (8) Tres jugadoras (11) Leslie Badillo (7) Leslie Badillo | Pabellón: Wellness Center Árbitros: E. Vázquez F. Torres L. Pineda |  |

| 21 de abril | (1) Tec Monterrey                                                       | 71–58                                 | CEU (8)                                                                        | Monterrey, Nuevo León                                                 |  |
| 20:00       | Parciales: 26-20, 11-14, 24-11, 10-13                                   | Parciales: 26-20, 11-14, 24-11, 10-13 | Parciales: 26-20, 11-14, 24-11, 10-13                                          |                                                                       |  |
|             | Estadísticas Anisa Jeffries (21) Anisa Jeffries (16) Anisa Jeffries (5) | Reporte Pts Reb Asts                  | Estadísticas (13) Laura Domínguez (6) Alexa Borunda (2) A. Reyes, C. Hernández | Pabellón: Wellness Center Árbitros: I. Ortíz M. Navarrete R. Martínez |  |

Semifinales
| 23 de abril | (6) CETYS Tijuana                                                       | 41–60                             | UANL (2)                                                                                 | Monterrey, Nuevo León                                                 |  |
| 17:00       | Parciales: 8-23, 17-9, 10-7, 6-21                                       | Parciales: 8-23, 17-9, 10-7, 6-21 | Parciales: 8-23, 17-9, 10-7, 6-21                                                        |                                                                       |  |
|             | Estadísticas Daryana Diaz (15) Regina Campuzano (10) Claudia Galván (5) | Reporte Pts Reb Asts              | Estadísticas (21) Alondra Villegas (12) Alondra Villegas (3) M. Rodríguez, P. Colmenares | Pabellón: Wellness Center Árbitros: M. Navarrete R. Martínez I. Ortiz |  |

| 23 de abril | (4) Tec CEM                                                                  | 77–78                                              | Tec Monterrey (1)                                                  | Monterrey, Nuevo León               |  |
| 20:00       | Parciales: 13-16, 10-16, 23-25, 19-8 (T.E.: 12-13)                           | Parciales: 13-16, 10-16, 23-25, 19-8 (T.E.: 12-13) | Parciales: 13-16, 10-16, 23-25, 19-8 (T.E.: 12-13)                 |                                     |  |
|             | Estadísticas Evaluz Trasviña (19) Evaluz Trasviña (12) A. Aran, K. Pérez (4) | Reporte Pts Reb Asts                               | Estadísticas (20) Karina Esquer (8) Ariana Mora (6) Irais Aguilera | Pabellón: Wellness Center Árbitros: |  |

Tercer Lugar
| 25 de abril | (4) Tec CEM                                                        | 73–60                                 | CETYS Tijuana (6)                                                      | Monterrey, Nuevo León                                               |  |
| 17:00       | Parciales: 20-16, 17-14, 12-16, 24-14                              | Parciales: 20-16, 17-14, 12-16, 24-14 | Parciales: 20-16, 17-14, 12-16, 24-14                                  |                                                                     |  |
|             | Estadísticas Alondra Aran (16) Evaluz Trasviña (12) Danna Mora (7) | Reporte Pts Reb Asts                  | Estadísticas (22) Daryana Díaz (11) Claudia Galván (5) Abril Quintanar | Pabellón: Wellness Center Árbitros: L. Esquivel H. Cepeda L. Pineda |  |

Final
| 25 de abril | (1) Tec Monterrey                                                              | 57–46                               | UANL (2)                                                                            | Monterrey, Nuevo León                                               |  |
| 20:00       | Parciales: 12-5, 18-9, 11-10, 16-22                                            | Parciales: 12-5, 18-9, 11-10, 16-22 | Parciales: 12-5, 18-9, 11-10, 16-22                                                 |                                                                     |  |
|             | Estadísticas Irais Aguilera (13) Anisa Jeffries (9) K. Esquer, P. Figueroa (3) | Reporte Pts Reb Asts                | Estadísticas (9) Jennifer Quintero (10) Xenia Farjat (3) P. Colmenares, J. Quintero | Pabellón: Wellness Center Árbitros: I. Ortíz M. Navarrete R. Ubaldo |  |

El equipo ideal estuvo conformado por las siguientes jugadoras:
- Karina Esquer (Tec Monterrey). Fue elegida como la MVP del torneo.
- Anisa Jeffries (Tec Monterrey)
- Alondra Villegas (UANL)
- Evaluz Trasviña (Tec CEM)
- Daryana Díaz (CETYS Tijuana)

### Rama Varonil
|  | Cuartos de final | Cuartos de final  | Cuartos de final |              |    | Semifinales   | Semifinales | Semifinales |   |              | Final        | Final         | Final       |  |
|  | 22 de abril      | 22 de abril       | 22 de abril      |              |    | 24 de abril   | 24 de abril | 24 de abril |   |              | 26 de abril  | 26 de abril   | 26 de abril |  |
|  |                  |                   |                  |              |    |               |             |             |   |              |              |               |             |  |
|  |                  |                   |                  |              |    |               |             |             |   |              |              |               |             |  |
|  | 1                | UMAD              | 67               |              |    |               |             |             |   |              |              |               |             |  |
|  | 1                | UMAD              | 67               |              |    |               |             |             |   |              |              |               |             |  |
|  | 8                | Anáhuac Querétaro | 64               |              |    |               |             |             |   |              |              |               |             |  |
|  | 8                | Anáhuac Querétaro | 64               |              | 1  | UMAD          | 68          |             |   |              |              |               |             |  |
|  |                  |                   |                  |              | 1  | UMAD          | 68          |             |   |              |              |               |             |  |
|  |                  |                   | 5                | UPAEP        | 60 |               |             |             |   |              |              |               |             |  |
|  | 4                | Interamericana    | 5                | UPAEP        | 60 | 73            |             |             |   |              |              |               |             |  |
|  | 4                | Interamericana    |                  |              |    |               |             |             |   |              |              |               |             |  |
|  | 5                | UPAEP             | 101              |              |    |               |             |             |   |              |              |               |             |  |
|  | 5                | UPAEP             | 101              |              |    |               |             |             |   | 1            | UMAD         | 58            |             |  |
|  |                  |                   |                  |              |    |               |             |             |   | 1            | UMAD         | 58            |             |  |
|  |                  |                   | 3                | Tec Santa Fe | 60 |               |             |             |   |              |              |               |             |  |
|  | 2                | Tec Puebla        | 3                | Tec Santa Fe | 60 | 63            |             |             |   |              |              |               |             |  |
|  | 2                | Tec Puebla        |                  |              |    |               |             |             |   |              |              |               |             |  |
|  | 7                | Tec Monterrey     | 68               |              |    |               |             |             |   |              |              |               |             |  |
|  | 7                | Tec Monterrey     | 68               |              | 7  | Tec Monterrey | 50          |             |   | Tercer lugar | Tercer lugar | Tercer lugar  |             |  |
|  |                  |                   |                  |              | 7  | Tec Monterrey | 50          |             |   | Tercer lugar | Tercer lugar | Tercer lugar  |             |  |
|  |                  |                   | 3                | Tec Santa Fe | 82 |               |             |             |   |              |              |               |             |  |
|  | 3                | Tec Santa Fe      | 3                | Tec Santa Fe | 82 | 78            |             |             | 5 | UPAEP        | 67           |               |             |  |
|  | 3                | Tec Santa Fe      |                  |              |    |               |             |             | 5 | UPAEP        | 67           |               |             |  |
|  | 6                | CEU               | 64               |              |    |               |             |             |   |              | 7            | Tec Monterrey | 58          |  |
|  | 6                | CEU               | 64               |              |    |               |             |             |   |              | 7            | Tec Monterrey | 58          |  |
|  |                  |                   |                  |              |    |               |             |             |   |              |              |               |             |  |

Los horarios corresponden a la hora local.

Cuartos de final
| 22 de abril | (4) Interamericana                                                          | 73–101                                | UPAEP (5)                                                            | Monterrey, Nuevo León                                              |  |
| 11:00       | Parciales: 21-27, 16-29, 19-17, 17-28                                       | Parciales: 21-27, 16-29, 19-17, 17-28 | Parciales: 21-27, 16-29, 19-17, 17-28                                |                                                                    |  |
|             | Estadísticas Dominique Coursey (21) Allan Hernández (6) Allan Hernández (3) | Reporte Pts Reb Asts                  | Estadísticas (17) Javier García (6) Alan Sandoval (6) Armando Tirado | Pabellón: Wellness Center Árbitros: A. Cortés C. Sosa J. Hernández |  |

| 22 de abril | (3) Tec Santa Fe                                                | 78–64                                 | CEU (6)                                                               | Monterrey, Nuevo León                                               |  |
| 14:00       | Parciales: 23-13, 19-19, 15-13, 21-19                           | Parciales: 23-13, 19-19, 15-13, 21-19 | Parciales: 23-13, 19-19, 15-13, 21-19                                 |                                                                     |  |
|             | Estadísticas Ricardo Maciel (21) Ian Luis (10) Orbit Cabral (4) | Reporte Pts Reb Asts                  | Estadísticas (13) Gustavo Reepem (8) Carlos Aquino (4) Bryan Anderson | Pabellón: Wellness Center Árbitros: E. Vázquez D. Rosales C. Romero |  |

| 22 de abril | (1) UMAD                                                            | 67–64                               | Anáhuac Querétaro (8)                                               | Monterrey, Nuevo León                                              |  |
| 17:00       | Parciales: 20-9, 14-9, 17-27, 16-19                                 | Parciales: 20-9, 14-9, 17-27, 16-19 | Parciales: 20-9, 14-9, 17-27, 16-19                                 |                                                                    |  |
|             | Estadísticas Josué Ocampo (28) Josué Ocampo (10) Pablo Andrade (10) | Reporte Pts Reb Asts                | Estadísticas (19) Isaac Hall (9) Luis Ocampo (4) I. Hall, L. Ocampo | Pabellón: Wellness Center Árbitros: H. Cepeda R. Ubaldo J. Arriaga |  |

| 22 de abril | (2) Tec Puebla                                                     | 63–68                                | Tec Monterrey (7)                                                              | Monterrey, Nuevo León                                            |  |
| 20:00       | Parciales: 13-13, 23-24, 8-13, 19-18                               | Parciales: 13-13, 23-24, 8-13, 19-18 | Parciales: 13-13, 23-24, 8-13, 19-18                                           |                                                                  |  |
|             | Estadísticas Tres jugadores (15) Axel Fierros (9) Axel Fierros (2) | Reporte Pts Reb Asts                 | Estadísticas (17) Kleyberson Contramaestre (9) Juan Muñoz (3) Ivan De La Garza | Pabellón: Wellness Center Árbitros: R. Bravo F. Torres L. Pineda |  |

Semifinales
| 24 de abril | (1) UMAD                                                              | 68–60                                | UPAEP (5)                                                                   | Monterrey, Nuevo León                                              |  |
| 17:00       | Parciales: 18-18, 19-21, 18-15, 13-6                                  | Parciales: 18-18, 19-21, 18-15, 13-6 | Parciales: 18-18, 19-21, 18-15, 13-6                                        |                                                                    |  |
|             | Estadísticas David Cervantes (17) Josué Ocampo (11) Aldo Terrazas (6) | Reporte Pts Reb Asts                 | Estadísticas (18) Javier García (7) S. Martínez, H. Mena (4) Sadol Martínez | Pabellón: Wellness Center Árbitros: D. Rosales F. Torres L. Pineda |  |

| 24 de abril | (3) Tec Santa Fe                                                   | 82–50                                 | Tec Monterrey (7)                                                                 | Monterrey, Nuevo León                                                |  |
| 20:00       | Parciales: 26-11, 17-10, 16-19, 23-10                              | Parciales: 26-11, 17-10, 16-19, 23-10 | Parciales: 26-11, 17-10, 16-19, 23-10                                             |                                                                      |  |
|             | Estadísticas Alejandro Vargas (33) Ian Luis (9) Tres jugadores (2) | Reporte Pts Reb Asts                  | Estadísticas (11) Kleyberson Contramaestre (5) Mauricio Reyes (1) Cinco jugadores | Pabellón: Wellness Center Árbitros: E. Vázquez R. Bravo J. Hernández |  |

Tercer Lugar
| 26 de abril | (7) Tec Monterrey                                                              | 58–67                                 | UPAEP (5)                                                             | Monterrey, Nuevo León                                              |  |
| 17:00       | Parciales: 15-10, 14-20, 16-22, 13-15                                          | Parciales: 15-10, 14-20, 16-22, 13-15 | Parciales: 15-10, 14-20, 16-22, 13-15                                 |                                                                    |  |
|             | Estadísticas Carlos Uranga (19) Juan Muñoz (10) J. Muñoz, K. Contramaestre (4) | Reporte Pts Reb Asts                  | Estadísticas (23) Alan Sandoval (8) Carlos Santana (4) Armando Tirado | Pabellón: Wellness Center Árbitros: A. Cortés J. Arriaga E. Vargas |  |

Final
| 26 de abril | (1) UMAD                                                              | 58–60                                 | Tec Santa Fe (3)                                                  | Monterrey, Nuevo León                                            |  |
| 20:00       | Parciales: 11-11, 14-10, 18-25, 15-14                                 | Parciales: 11-11, 14-10, 18-25, 15-14 | Parciales: 11-11, 14-10, 18-25, 15-14                             |                                                                  |  |
|             | Estadísticas Aldo Terrazas (14) Tres jugadores (7) Tres jugadores (3) | Reporte Pts Reb Asts                  | Estadísticas (23) Alejandro Vargas (10) Ian Luis (5) Orbit Cabral | Pabellón: Wellness Center Árbitros: D. Rosales C. Romero C. Sosa |  |

El equipo ideal estuvo conformado por los siguientes jugadores:
- Javier García (UPAEP)
- Marco Sáenz (Tec Santa Fe)
- Pablo Andrade (UMAD)
- Aldo Terrazas (UMAD)
- Alejandro Vargas (Tec Santa Fe). Fue elegido como la MVP del torneo.

## Campeonato Nacional División II Femenil
El Campeonato Nacional División II Femenil se realizará en las instalaciones del Instituto Tecnológico y de Estudios Superiores de Monterrey Campus Querétaro  del 3 al 9 de abril de 2025.
Número de lugares por Conferencia para el Campeonato Nacional: 
- El equipo del Tecnológico de Monterrey Campus Querétaro está calificado por ser la institución sede.

- Los tres primeros lugares de la Conferencia Bajío-Occidente.

|                                             | Equipo               | JJ | JG | JP | JD | %     | Local | Visita | PF   | PC   | DIF  | PTS |
| ------------------------------------------- | -------------------- | -- | -- | -- | -- | ----- | ----- | ------ | ---- | ---- | ---- | --- |
| 1.                                          | Tec Querétaro (sede) | 24 | 21 | 3  | 0  | 87.5  | 11-2  | 10-1   | 1603 | 1200 | 403  | 45  |
| 2.                                          | UNIMO                | 24 | 20 | 4  | 0  | 83.33 | 11-2  | 9-2    | 1787 | 1422 | 365  | 44  |
| 3.                                          | UVAQ                 | 24 | 20 | 4  | 0  | 83.33 | 10-3  | 10-1   | 1511 | 1176 | 335  | 44  |
| 4.                                          | U de Celaya          | 24 | 16 | 8  | 0  | 66.67 | 9-3   | 7-5    | 1366 | 1309 | 57   | 40  |
| 5.                                          | Anáhuac Querétaro    | 24 | 15 | 9  | 0  | 62.50 | 10-3  | 5-6    | 1550 | 1331 | 219  | 39  |
| 6.                                          | U de Guanajuato      | 24 | 15 | 9  | 0  | 62.50 | 9-3   | 6-6    | 1436 | 1458 | -22  | 39  |
| 7.                                          | La Salle Bajío       | 24 | 14 | 10 | 0  | 58.33 | 8-4   | 6-6    | 1514 | 1338 | 176  | 38  |
| 8.                                          | UP Guadalajara       | 24 | 10 | 14 | 0  | 41.67 | 6-7   | 4-7    | 1285 | 1297 | -12  | 34  |
| 9.                                          | ITESO                | 24 | 10 | 14 | 0  | 41.67 | 7-6   | 3-8    | 1282 | 1246 | 36   | 34  |
| 10.                                         | UAQ                  | 24 | 8  | 16 | 0  | 33.33 | 3-3   | 5-13   | 1171 | 1483 | -312 | 32  |
| 11.                                         | UC Aguascalientes    | 24 | 4  | 20 | 0  | 16.67 | 2-10  | 2-10   | 1178 | 1542 | -364 | 28  |
| 12.                                         | TECNM Celaya         | 24 | 2  | 22 | 0  | 8.33  | 2-10  | 0-12   | 1045 | 1407 | -362 | 26  |
| 13.                                         | UASLP                | 24 | 1  | 23 | 0  | 4.17  | 1-11  | 0-12   | 1247 | 1766 | -519 | 25  |
| Fuente: Tabla general                       |                      |    |    |    |    |       |       |        |      |      |      |     |
| Fecha de actualización: 30 de marzo de 2025 |                      |    |    |    |    |       |       |        |      |      |      |     |

El criterio de desempate es la diferencia de puntos en sus enfrentamientos directos.
- Los tres primeros lugares de la Conferencia Centro-Oriente.

|                                             | Equipo             | JJ | JG | JP | JD | %     | Local | Visita | PF   | PC   | DIF  | PTS |
| ------------------------------------------- | ------------------ | -- | -- | -- | -- | ----- | ----- | ------ | ---- | ---- | ---- | --- |
| 1.                                          | Anáhuac Puebla     | 15 | 13 | 2  | 0  | 86.67 | 8-0   | 5-2    | 1007 | 731  | 276  | 28  |
| 2.                                          | UDLAP              | 15 | 12 | 3  | 0  | 80.00 | 6-1   | 6-2    | 906  | 667  | 239  | 27  |
| 3.                                          | UAMP               | 15 | 12 | 3  | 0  | 80.00 | 7-1   | 5-2    | 962  | 857  | 105  | 27  |
| 4.                                          | UVM Lomas Verdes   | 15 | 12 | 3  | 0  | 80.00 | 7-1   | 5-2    | 1006 | 816  | 190  | 27  |
| 5.                                          | UVM Centro         | 15 | 10 | 5  | 0  | 66.67 | 6-1   | 4-4    | 967  | 868  | 99   | 25  |
| 6.                                          | UMAD               | 15 | 10 | 5  | 0  | 66.67 | 6-2   | 4-3    | 980  | 731  | 249  | 25  |
| 7.                                          | UNAM               | 15 | 10 | 5  | 0  | 66.67 | 4-3   | 6-2    | 983  | 756  | 227  | 25  |
| 8.                                          | Anáhuac México Sur | 15 | 9  | 6  | 0  | 60.00 | 4-4   | 5-2    | 920  | 779  | 141  | 24  |
| 9.                                          | La Salle Neza      | 15 | 8  | 7  | 0  | 53.33 | 5-2   | 3-5    | 849  | 877  | -28  | 23  |
| 10.                                         | Anáhuac Xalapa     | 13 | 5  | 8  | 0  | 38.46 | 4-3   | 1-5    | 766  | 692  | 74   | 18  |
| 11.                                         | BUAP               | 14 | 5  | 9  | 0  | 35.71 | 3-4   | 2-5    | 749  | 955  | -206 | 19  |
| 12.                                         | U Marista CDMX     | 15 | 5  | 10 | 0  | 33.33 | 3-4   | 2-6    | 921  | 908  | 13   | 20  |
| 13.                                         | La Salle CDMX      | 15 | 3  | 12 | 0  | 20.00 | 1-6   | 2-6    | 765  | 1030 | -265 | 18  |
| 14.                                         | IBERO              | 15 | 2  | 13 | 0  | 13.33 | 1-6   | 1-7    | 798  | 1105 | -307 | 17  |
| 15.                                         | U Veracruz         | 15 | 2  | 13 | 0  | 13.33 | 1-7   | 1-6    | 661  | 1069 | -408 | 17  |
| 16.                                         | UAEM               | 14 | 0  | 14 | 0  | 0.00  | 0-7   | 0-7    | 582  | 981  | -399 | 14  |
| Fuente: Tabla general                       |                    |    |    |    |    |       |       |        |      |      |      |     |
| Fecha de actualización: 29 de marzo de 2025 |                    |    |    |    |    |       |       |        |      |      |      |     |

El criterio de desempate es el resultado del enfrentamiento directo.
- Los tres primeros lugares de la Conferencia Norte.

|                                             | Equipo          | JJ | JG | JP | JD | %     | Local | Visita | PF   | PC   | DIF  | PTS |
| ------------------------------------------- | --------------- | -- | -- | -- | -- | ----- | ----- | ------ | ---- | ---- | ---- | --- |
| 1.                                          | UACJ            | 16 | 14 | 2  | 0  | 87.50 | 8-0   | 6-2    | 1102 | 752  | 350  | 30  |
| 2.                                          | UA de C         | 16 | 12 | 4  | 0  | 75.00 | 7-1   | 5-3    | 1907 | 878  | 219  | 28  |
| 3.                                          | UDEM            | 16 | 12 | 4  | 0  | 75.00 | 8-0   | 4-4    | 1288 | 1010 | 278  | 28  |
| 4.                                          | Tec Chihuahua   | 16 | 10 | 6  | 0  | 62.50 | 5-3   | 5-3    | 1045 | 844  | 201  | 26  |
| 5.                                          | UACH            | 16 | 9  | 7  | 0  | 56.25 | 5-3   | 4-4    | 959  | 884  | 75   | 25  |
| 6.                                          | IBERO Torreón   | 16 | 6  | 10 | 0  | 37.50 | 4-4   | 2-6    | 1063 | 1060 | 3    | 22  |
| 7.                                          | Tec Laguna      | 14 | 4  | 10 | 0  | 28.57 | 3-5   | 1-5    | 757  | 861  | -104 | 18  |
| 8.                                          | UAZ             | 15 | 3  | 12 | 0  | 20.00 | 2-5   | 1-7    | 860  | 986  | -126 | 17  |
| 9.                                          | TECNM Fresnillo | 15 | 0  | 15 | 0  | 0.00  | 0-7   | 0-8    | 408  | 1034 | -896 | 13  |
| Fuente: Tabla general                       |                 |    |    |    |    |       |       |        |      |      |      |     |
| Fecha de actualización: 29 de marzo de 2025 |                 |    |    |    |    |       |       |        |      |      |      |     |

El criterio de desempate es la diferencia de puntos en sus enfrentamientos directos.
- En esta ocasión, no habrá Torneo Inter Conferencias, por esta razón, se realizará un ranking con los tres equipos que terminen en la cuarta posición de los torneos clasificatorios de las Conferencias Bajío-Occidente, Centro-Oriente y Norte. Los mejores dos equipos avanzan al Campeonato Nacional (el primer criterio de desempate es el porcentaje de juegos ganados, si existe el empate entre dos o más equipos el siguiente criterio será el AVG.).

|    | Conferencia     | Equipo            | JJ | JG | JP | JD | %     | Local | Visita | PF   | PC   | DIF | AVG   |
| -- | --------------- | ----------------- | -- | -- | -- | -- | ----- | ----- | ------ | ---- | ---- | --- | ----- |
| 1. | Centro-Oriente  | UVM Lomas Verdes  | 15 | 12 | 3  | 0  | 80.00 | 7-1   | 5-2    | 1006 | 816  | 190 | 1.232 |
| 2. | Norte           | Tec Chihuahua     | 16 | 10 | 6  | 0  | 62.50 | 5-3   | 5-3    | 1045 | 844  | 201 | 1.238 |
| 3. | Bajío-Occidente | Anáhuac Querétaro | 24 | 15 | 9  | 0  | 62.50 | 10-3  | 5-6    | 1550 | 1331 | 219 | 1.164 |

Los equipos finalistas y el equipo ganador por el tercer lugar ascenderán a la División I Femenil.

### Ronda de Grupos

#### Grupo A
| Pos. | Equipo      | Pts | PJ | PG | PP | PF  | PC  | Dif |
| ---- | ----------- | --- | -- | -- | -- | --- | --- | --- |
| 1.   | UDLAP       | 6   | 3  | 3  | 0  | 167 | 133 | 34  |
| 2.   | UAMP        | 5   | 3  | 2  | 1  | 159 | 165 | -6  |
| 2.   | UACJ        | 4   | 3  | 1  | 2  | 157 | 164 | -7  |
| 4.   | U de Celaya | 3   | 3  | 0  | 3  | 153 | 174 | -21 |

Los horarios corresponden a la hora local.

Primera jornada
| 4 de abril    | UACJ                                                                     | 57–50                                | U de Celaya                                                           | Querétaro, Querétaro                                                                  |  |
| 12:00 (UTC-6) | Parciales: 12-10, 15-9, 13-19, 17-12                                     | Parciales: 12-10, 15-9, 13-19, 17-12 | Parciales: 12-10, 15-9, 13-19, 17-12                                  |                                                                                       |  |
|               | Estadísticas Valeria Salas (16) Valeria Gutiérrez (14) Valeria Oláis (4) | Reporte Pts Reb Asts                 | Estadísticas (16) Regina Gordillo (9) Jazmín Zúñiga (4) Johaly Romero | Pabellón: Centro Estudiantil Asistencia: L. Esquivel Y. Guerra J.Colonna espectadores |  |

| 4 de abril    | UDLAP                                                                    | 55–40                                | UAMP                                                                                         | Querétaro, Querétaro                                                                              |  |
| 14:00 (UTC-6) | Parciales: 15-10, 16-5, 14-10, 10-15                                     | Parciales: 15-10, 16-5, 14-10, 10-15 | Parciales: 15-10, 16-5, 14-10, 10-15                                                         |                                                                                                   |  |
|               | Estadísticas Andrea Vázquez (19) Andrea Vázquez (15) Ximena González (4) | Reporte Pts Reb Asts                 | Estadísticas (9) Fernanda Altamirano (9) F. Altamirano, E. Morales (2) R. Roedel, B. Salazar | Pabellón: Centro Estudiantil Asistencia: 25 espectadores Árbitros: A. García A. Valadéz F. Torres |  |

Segunda jornada
| 5 de abril    | UAMP                                                                        | 65–61                                 | UACJ                                                                  | Querétaro, Querétaro                                                                               |  |
| 13:00 (UTC-6) | Parciales: 24-17, 10-14, 16-18, 15-12                                       | Parciales: 24-17, 10-14, 16-18, 15-12 | Parciales: 24-17, 10-14, 16-18, 15-12                                 | |  |
|               | Estadísticas Sherlyn Zárate (19) Fernanda Altamirano (9) Rosalba Roedel (8) | Reporte Pts Reb Asts                  | Estadísticas (17) Valeria Oláis (11) Valeria Gutiérrez (2) Nizi Nares | Pabellón: Centro Estudiantil Asistencia: 35 espectadores Árbitros: A. Vázquez A. García D. Rosales |  |

| 5 de abril    | U de Celaya                                                             | 54–63                               | UDLAP                                                               | Querétaro, Querétaro                                                |  |
| 15:00 (UTC-6) | Parciales: 8-12, 14-20, 13-22, 19-9                                     | Parciales: 8-12, 14-20, 13-22, 19-9 | Parciales: 8-12, 14-20, 13-22, 19-9                                 |                                                                     |  |
|               | Estadísticas Johaly Romero (19) Regina Gordillo (8) Jimena Martínez (4) | Reporte Pts Reb Asts                | Estadísticas (18) Flor Pérez (13) Andrea Vázquez (5) Andrea Vázquez | Pabellón: Centro Estudiantil Árbitros: I. Ortíz M. Durón J. Colonna |  |

Tercera jornada
| 6 de abril    | UACJ                                                                | 39–49                             | UDLAP                                                             | Querétaro, Querétaro                                                                              |  |
| 13:00 (UTC-6) | Parciales: 10-15, 9-7, 9-8, 11-19                                   | Parciales: 10-15, 9-7, 9-8, 11-19 | Parciales: 10-15, 9-7, 9-8, 11-19                                 |                                                                                                   |  |
|               | Estadísticas Valeria Salas (17) Valeria Salas (7) Valeria Olais (3) | Reporte Pts Reb Asts              | Estadísticas (11) Flor Pérez (12) Andrea Vázquez (4) Anna Sánchez | Pabellón: Centro Estudiantil Asistencia: 25 espectadores Árbitros: L. Esquivel E. López H. García |  |

| 6 de abril    | UAMP                                                                         | 54–49                               | U de Celaya                                                 | Querétaro, Querétaro                                                                               |  |
| 15:00 (UTC-6) | Parciales: 21-9, 13-14, 12-13, 8-13                                          | Parciales: 21-9, 13-14, 12-13, 8-13 | Parciales: 21-9, 13-14, 12-13, 8-13                         | |  |
|               | Estadísticas Erika Morales (13) E. Morales, S. Zárate (9) Sherlyn Zárate (4) | Reporte Pts Reb Asts                | Estadísticas (12) Jimena Martínez (2) J. Martínez, C. Ochoa | Pabellón: Centro Estudiantil Asistencia: 100 espectadores Árbitros: A. Valadéz J. Corona R. Ubaldo |  |

#### Grupo B
| Pos. | Equipo           | Pts | PJ | PG | PP | PF  | PC  | Dif |
| ---- | ---------------- | --- | -- | -- | -- | --- | --- | --- |
| 1.   | UVAQ             | 5   | 3  | 2  | 1  | 164 | 144 | 20  |
| 2.   | ITESM Querétaro  | 5   | 3  | 2  | 1  | 145 | 146 | -1  |
| 3.   | UVM Lomas Verdes | 5   | 3  | 2  | 1  | 158 | 147 | 11  |
| 4.   | ITESM Chihuahua  | 3   | 3  | 0  | 3  | 132 | 162 | -30 |

 Diferencia de puntos en enfrentamientos entre equipos empatados: UVAQ +12, ITESM Qro -4, UVM LV -8. 
Los horarios corresponden a la hora local.

Primera jornada
| 4 de abril    | ITESM Querétaro                                                       | 45–42                              | ITESM Chihuahua                                                                   | Querétaro, Querétaro                                                                                 |  |
| 16:00 (UTC-6) | Parciales: 13-15, 20-0, 5-10, 7-17                                    | Parciales: 13-15, 20-0, 5-10, 7-17 | Parciales: 13-15, 20-0, 5-10, 7-17                                                | |  |
|               | Estadísticas Tania Martínez (21) Julieta Flores (13) Andrea Icedo (5) | Reporte Pts Reb Asts               | Estadísticas (17) Mariana Blanco (9) Mariana Blanco (3) P. Villalobos, A. Esparza | Pabellón: Centro Estudiantil Asistencia: 200 espectadores Árbitros: L. Esquivel D. Rosales Y. Guerra |  |

| 4 de abril    | UVAQ                                                                           | 57–47                              | UVM Lomas Verdes                                                   | Querétaro, Querétaro                                                 |  |
| 20:00 (UTC-6) | Parciales: 14-11, 17-9, 9-17, 17-7                                             | Parciales: 14-11, 17-9, 9-17, 17-7 | Parciales: 14-11, 17-9, 9-17, 17-7                                 |                                                                      |  |
|               | Estadísticas Yarazet Zamudio (19) Vanessa Arroyo (11) V. Arroyo, M. Solano (2) | Reporte Pts Reb Asts               | Estadísticas (12) Sofia Díaz (11) Laura Vázquez (2) Tres jugadoras | Pabellón: Centro Estudiantil Árbitros: I. Ortíz A. Valadéz F. Torres |  |

Segunda jornada
| 5 de abril    | UVM Lomas Verdes                                                            | 50–45                                 | ITESM Querétaro                                                          | Querétaro, Querétaro                                                                              |  |
| 17:00 (UTC-6) | Parciales: 10-10, 13-13, 14-10, 13-12                                       | Parciales: 10-10, 13-13, 14-10, 13-12 | Parciales: 10-10, 13-13, 14-10, 13-12                                    |                                                                                                   |  |
|               | Estadísticas Daniela Vázquez (16) Camila Munozcano (9) Camila Munozcano (6) | Reporte Pts Reb Asts                  | Estadísticas (15) Natalia Palomino (8) Julieta Flores (3) Julieta Flores | Pabellón: Centro Estudiantil Asistencia: 100 espectadores Árbitros: C. Romero A. Sánchez R. Bravo |  |

| 5 de abril    | ITESM Chihuahua                                                                   | 45–50                               | UVAQ                                                                | Querétaro, Querétaro                                                                                |  |
| 19:00 (UTC-6) | Parciales: 7-18, 9-12, 12-12, 17-11                                               | Parciales: 7-18, 9-12, 12-12, 17-11 | Parciales: 7-18, 9-12, 12-12, 17-11                                 | |  |
|               | Estadísticas Lousiana Novoa (15) Lousiana Novoa (8) P. Villalobos, A. Esparza (3) | Reporte Pts Reb Asts                | Estadísticas (17) Andrea Rojas (12) Vanessa Arroyo (4) Andrea Rojas | Pabellón: Centro Estudiantil Asistencia: 25 espectadores Árbitros: A. Carrillo A. García J. Colonna |  |

Tercera jornada
| 6 de abril    | ITESM Querétaro                                                         | 55–54                               | UVAQ                                                                | Querétaro, Querétaro                                                                                 |  |
| 17:00 (UTC-6) | Parciales: 17-16, 17-20, 17-10, 4-8                                     | Parciales: 17-16, 17-20, 17-10, 4-8 | Parciales: 17-16, 17-20, 17-10, 4-8                                 | |  |
|               | Estadísticas Dairin Arellano (15) Julieta Flores (9) Julieta Flores (5) | Reporte Pts Reb Asts                | Estadísticas (19) Alejandra Díaz (15) Andrea Rojas (3) Andrea Rojas | Pabellón: Centro Estudiantil Asistencia: 100 espectadores Árbitros: I. Ortíz D. Rosales J. Hernández |  |

| 6 de abril    | UVM Lomas Verdes                                                         | 64–45                               | ITESM Chihuahua                                                                | Querétaro, Querétaro                                                                         |  |
| 19:00 (UTC-6) | Parciales: 15-17, 19-12, 12-8, 18-8                                      | Parciales: 15-17, 19-12, 12-8, 18-8 | Parciales: 15-17, 19-12, 12-8, 18-8                                            |                                                                                              |  |
|               | Estadísticas Daniela Vázquez (18) Daniela Vázquez (15) Laura Vázquez (5) | Reporte Pts Reb Asts                | Estadísticas (17) Samantha Quintana (9) Samantha Quintana (3) Paola Villalobos | Pabellón: Centro Estudiantil Asistencia: 25 espectadores Árbitros: C. Cruz M. Durón E. López |  |

#### Grupo C
| Pos. | Equipo         | Pts | PJ | PG | PP | PF  | PC  | Dif |
| ---- | -------------- | --- | -- | -- | -- | --- | --- | --- |
| 1.   | Anáhuac Puebla | 6   | 3  | 3  | 0  | 197 | 173 | 24  |
| 2.   | UDEM           | 4   | 3  | 1  | 2  | 216 | 216 | 1   |
| 3.   | UA de C        | 4   | 3  | 1  | 2  | 185 | 201 | -16 |
| 4.   | UNIMO          | 4   | 3  | 1  | 2  | 161 | 170 | -9  |

 Diferencia de puntos en enfrentamientos entre equipos empatados: UDEM +12, UA de C -5, UNIMO -7. 
Los horarios corresponden a la hora local.

Primera jornada
| 4 de abril   | UNIMO                                                                        | 58–47                                | UA de C                                                                   | Querétaro, Querétaro                                                                              |  |
| 8:00 (UTC-6) | Parciales: 18-11, 13-12, 11-9, 16-15                                         | Parciales: 18-11, 13-12, 11-9, 16-15 | Parciales: 18-11, 13-12, 11-9, 16-15                                      |                                                                                                   |  |
|              | Estadísticas Yesenia Guillén (22) Samy Bacilio (28) K. Murcia, K. Montes (3) | Reporte Pts Reb Asts                 | Estadísticas (10) Samantha Loredo (13) Cynthia Luévano (3) Melissa Zamora | Pabellón: Centro Estudiantil Asistencia: 20 espectadores Árbitros: I. Ortiz J. Coronna D. Rosales |  |

| 4 de abril    | Anáhuac Puebla                                                                 | 79–68                                 | UDEM                                                                       | Querétaro, Querétaro                                                                                 |  |
| 10:00 (UTC-6) | Parciales: 18-21, 22-15, 19-16, 20-16                                          | Parciales: 18-21, 22-15, 19-16, 20-16 | Parciales: 18-21, 22-15, 19-16, 20-16                                      | |  |
|               | Estadísticas E. Arce, M. Vázquez (20) Eréndira Arce (8) E. Arce , C. Ramos (2) | Reporte Pts Reb Asts                  | Estadísticas (27) Loretta Aguirre (7) Loretta Aguirre (5) Carolina Treviño | Pabellón: Centro Estudiantil Asistencia: 50 espectadores Árbitros: M. Villeda A. García J. Hernández |  |

Segunda jornada
| 5 de abril   | UDEM                                                                     | 71–53                                | UNIMO                                                               | Querétaro, Querétaro                                                                                |  |
| 9:00 (UTC-6) | Parciales: 21-18, 11-16, 20-12, 19-7                                     | Parciales: 21-18, 11-16, 20-12, 19-7 | Parciales: 21-18, 11-16, 20-12, 19-7                                | |  |
|              | Estadísticas Loretta Aguirre (16) Sara Guajardo (10) Marian González (5) | Reporte Pts Reb Asts                 | Estadísticas (22) Daniela Medina (16) Samy Bacilio (2) Samy Bacilio | Pabellón: Centro Estudiantil Asistencia: 30 espectadores Árbitros: A. Valadéz A. Carrillo F. Torres |  |

| 5 de abril    | UA de C                                                                           | 55–66                                 | Anáhuac Puebla                                                              | Querétaro, Querétaro                                                                              |  |
| 11:00 (UTC-6) | Parciales: 17-24, 14-14, 14-14, 10-14                                             | Parciales: 17-24, 14-14, 14-14, 10-14 | Parciales: 17-24, 14-14, 14-14, 10-14                                       |                                                                                                   |  |
|               | Estadísticas Fernanda Chairez (19) Cynthia Luevano (11) F. Chairez, S. Loredo (3) | Reporte Pts Reb Asts                  | Estadísticas (20) Melissa Vázquez (9) Eréndira Arce (3) M. Vázquez, E. Arce | Pabellón: Centro Estudiantil Asistencia: 30 espectadores Árbitros: L. Esquivel A. Romero M. Durón |  |

Tercera jornada
| 6 de abril   | UA de C                                                                   | 83–77                                              | UDEM                                                                                     | Querétaro, Querétaro                                                                           |  |
| 9:00 (UTC-6) | Parciales: 15-15, 17-18, 20-16, 17-20 (T.E.: 14-8)                        | Parciales: 15-15, 17-18, 20-16, 17-20 (T.E.: 14-8) | Parciales: 15-15, 17-18, 20-16, 17-20 (T.E.: 14-8)                                       |                                                                                                |  |
|              | Estadísticas Fernanda Chairez (26) Tres jugadoras (7) Samantha Loredo (4) | Reporte Pts Reb Asts                               | Estadísticas (19) Isabella Caballero (15) Isabella Caballero (3) L. Aguirre, D. Castillo | Pabellón: Centro Estudiantil Asistencia: 25 espectadores Árbitros: R. Bravo J. Diez M. Villeda |  |

| 6 de abril    | Anáhuac Puebla                                                             | 52–50                               | UNIMO                                                                                  | Querétaro, Querétaro                                                                             |  |
| 11:00 (UTC-6) | Parciales: 19-14, 9-10, 15-10, 9-16                                        | Parciales: 19-14, 9-10, 15-10, 9-16 | Parciales: 19-14, 9-10, 15-10, 9-16                                                    |                                                                                                  |  |
|               | Estadísticas E. Arce, M. Vázquez (14) Eréndira Arce (22) Eréndira Arce (4) | Reporte Pts Reb Asts                | Estadísticas (21) Yesenia Guillén (11) Y. Guillén, D. Medina (3) Y. Guillén, K. Murcia | Pabellón: Centro Estudiantil Asistencia: 30 espectadores Árbitros: I. Ortíz A. Sánchez Y. Guerra |  |

### Ronda de Eliminación
Cuartos de final
| 7 de abril    | (4) ITESM Querétaro                                                             | 64–45                               | UAMP (5)                                                                              | Querétaro, Querétaro                                                                            |  |
| 16:30 (UTC-6) | Parciales: 30-15, 9-13, 14-15, 11-2                                             | Parciales: 30-15, 9-13, 14-15, 11-2 | Parciales: 30-15, 9-13, 14-15, 11-2                                                   |                                                                                                 |  |
|               | Estadísticas Tania Martínez (15) T. Martínez, N. Palomino (11) Paola Ortuño (5) | Reporte Pts Reb Asts                | Estadísticas (14) Fernanda Altamirano (9) F. Altamirano, R. Roedel (4) Rosalba Roedel | Pabellón: Centro Estudiantil Asistencia: 50 espectadores Árbitros: F. Torres Y. Guerra M. Durón |  |

| 7 de abril    | (3) UVAQ                                                               | 71–47                              | UDEM (6)                                                                           | Querétaro, Querétaro                                                                             |  |
| 19:00 (UTC-6) | Parciales: 20-6, 17-8, 21-24, 13-9                                     | Parciales: 20-6, 17-8, 21-24, 13-9 | Parciales: 20-6, 17-8, 21-24, 13-9                                                 |                                                                                                  |  |
|               | Estadísticas Yarazet Zamudio (28) Karen Villegas (16) Andrea Rojas (8) | Reporte Pts Reb Asts               | Estadísticas (15) Loretta Aguirre (9) I. Caballero, S. Guajardo (2) Tres jugadoras | Pabellón: Centro Estudiantil Asistencia: 25 espectadores Árbitros: R. Bravo R. Ubaldo A. Sánchez |  |

Semifinales
| 8 de abril    | (1) UDLAP                                                         | 54–36                             | ITESM Querétaro (4)                                                       | Querétaro, Querétaro                                                                                 |  |
| 16:30 (UTC-6) | Parciales: 16-14, 7-9, 12-5, 19-8                                 | Parciales: 16-14, 7-9, 12-5, 19-8 | Parciales: 16-14, 7-9, 12-5, 19-8                                         | |  |
|               | Estadísticas Flor Pérez (19) Anna Sánchez (13) Andrea Vázquez (4) | Reporte Pts Reb Asts              | Estadísticas (11) Dairin Arellano (4) Cuatro jugadoras (2) Julieta Flores | Pabellón: Centro Estudiantil Asistencia: 600 espectadores Árbitros: I. Ortiz J. Hernández J. Colonna |  |

| 8 de abril    | (2) Anáhuac Puebla                                                       | 52–63                               | UVAQ (3)                                                                   | Querétaro, Querétaro                                                                               |  |
| 19:00 (UTC-6) | Parciales: 23-6, 7-21, 15-12, 7-'24                                      | Parciales: 23-6, 7-21, 15-12, 7-'24 | Parciales: 23-6, 7-21, 15-12, 7-'24                                        | |  |
|               | Estadísticas Eréndira Arce (17) Eréndira Arce (18) E. Arce, C. Ramos (5) | Reporte Pts Reb Asts                | Estadísticas (21) Yarazet Zamudio (8) A. Díaz, D. Cabrera (6) Andrea Rojas | Pabellón: Centro Estudiantil Asistencia: 200 espectadores Árbitros: A. Valadéz D. Rosales E. López |  |

Tercer Lugar
| 9 de abril    | (2) Anáhuac Puebla                                                                | 50–62                                | ITESM Querétaro (4)                                                     | Querétaro, Querétaro                                                                              |  |
| 16:30 (UTC-6) | Parciales: 20-18, 8-14, 12-17, 10-13                                              | Parciales: 20-18, 8-14, 12-17, 10-13 | Parciales: 20-18, 8-14, 12-17, 10-13                                    |                                                                                                   |  |
|               | Estadísticas Melissa Vázquez (17) Verónica De La Rosa (9) Verónica De La Rosa (3) | Reporte Pts Reb Asts                 | Estadísticas (17) Julieta Flores (12) Karol Reséndiz (3) Julieta Flores | Pabellón: Centro Estudiantil Asistencia: 600 espectadores Árbitros: F. Torres R. Bravo J. Colonna |  |

Final
| 9 de abril    | (1) UDLAP                                                         | 52–43                              | UVAQ (3)                                                               | Querétaro, Querétaro                                                                              |  |
| 19:00 (UTC-6) | Parciales: 13-8, 9-13, 11-9, 19-13                                | Parciales: 13-8, 9-13, 11-9, 19-13 | Parciales: 13-8, 9-13, 11-9, 19-13                                     |                                                                                                   |  |
|               | Estadísticas Flor Pérez (21) Andrea Vázquez (17) Anna Sánchez (3) | Reporte Pts Reb Asts               | Estadísticas (12) Yarazet Zamudio (9) Andrea Rojas (3) Yarazet Zamudio | Pabellón: Centro Estudiantil Asistencia: 50 espectadores Árbitros: J. Hernández A. García C. Cruz |  |

El equipo ideal estuvo conformado por las siguientes jugadoras: 
- Julieta Flores (Tec Querétaro)
- Melissa Vázquez (Anáhuac Puebla)
- Andrea Rojas (UVAQ)
- Flor Pérez (UDLAP) Fue elegida como la MVP del torneo
- Andrea Vázquez (UDLAP)

| Pos. | Ascendidas a División I                                                      |
| ---- | ---------------------------------------------------------------------------- |
| 1.º  | Universidad de las Américas de Puebla                                        |
| 2.º  | Universidad Vasco de Quiroga                                                 |
| 3.º  | Instituto Tecnológico y de Estudios Superiores de Monterrey Campus Querétaro |

## Campeonato Nacional División II Varonil
El Campeonato Nacional División II Varonil se realizará en las instalaciones de la Universidad Veracruzana Campus Xalapa. del 2 al 8 de mayo de 2025 
Número de lugares por Conferencia para el Campeonato Nacional:
- Los tres primeros lugares de la Conferencia Bajío-Occidente.

|                                             | Equipo               | JJ | JG | JP | JD | %     | Local | Visita | PF   | PC   | DIF  | PTS |
| ------------------------------------------- | -------------------- | -- | -- | -- | -- | ----- | ----- | ------ | ---- | ---- | ---- | --- |
| 1.                                          | UVM Querétaro        | 18 | 18 | 0  | 0  | 100.0 | 9-0   | 9-0    | 1567 | 1174 | 393  | 36  |
| 2.                                          | UAA                  | 18 | 16 | 2  | 0  | 88.89 | 7-2   | 9-0    | 1450 | 1228 | 222  | 34  |
| 3.                                          | UP Guadalajara       | 18 | 16 | 2  | 0  | 88.89 | 9-0   | 7-2    | 1592 | 1166 | 426  | 34  |
| 4.                                          | La Salle Bajío       | 18 | 13 | 5  | 0  | 72.22 | 8-2   | 5-3    | 1577 | 1252 | 325  | 31  |
| 5.                                          | UP Aguascalientes    | 18 | 11 | 7  | 0  | 61.11 | 5-4   | 6-3    | 1367 | 1217 | 150  | 29  |
| 6.                                          | UVM Zapopan          | 18 | 11 | 7  | 0  | 61.11 | 6-3   | 5-4    | 1329 | 1298 | 31   | 29  |
| 7.                                          | TECNM Jiquilpan      | 18 | 11 | 7  | 0  | 61.11 | 8-1   | 3-6    | 1393 | 1394 | -1   | 29  |
| 8.                                          | UNLA                 | 18 | 11 | 7  | 0  | 61.11 | 7-2   | 4-5    | 1465 | 1402 | 63   | 29  |
| 9.                                          | TECNM Aguascalientes | 18 | 10 | 8  | 0  | 55.56 | 4-5   | 6-3    | 1211 | 1215 | -4   | 28  |
| 10.                                         | ITESO                | 18 | 9  | 9  | 0  | 50.00 | 7-3   | 2-6    | 1278 | 1281 | -3   | 27  |
| 11.                                         | UASLP                | 18 | 9  | 9  | 0  | 50.00 | 5-4   | 4-5    | 1381 | 1442 | -61  | 27  |
| 12.                                         | U de Celaya          | 18 | 8  | 10 | 0  | 44.44 | 3-6   | 5-4    | 1196 | 1301 | -105 | 26  |
| 13.                                         | TECNM Celaya         | 18 | 5  | 13 | 0  | 27.78 | 3-6   | 2-7    | 1083 | 1154 | -71  | 23  |
| 14.                                         | U de Guanajuato      | 18 | 5  | 13 | 0  | 27.78 | 2-7   | 3-6    | 1209 | 1355 | -146 | 23  |
| 15.                                         | UAQ                  | 18 | 5  | 13 | 0  | 27.78 | 2-4   | 3-9    | 1125 | 1364 | -239 | 23  |
| 16.                                         | Tec León             | 18 | 4  | 14 | 0  | 22.22 | 2-7   | 2-7    | 1264 | 1491 | -237 | 22  |
| 17.                                         | UC Aguascalientes    | 18 | 4  | 14 | 0  | 22.22 | 2-8   | 2-6    | 1251 | 1449 | -198 | 21  |
| 18.                                         | UC Guadalajara       | 18 | 3  | 15 | 0  | 16.67 | 1-8   | 2-7    | 1178 | 1510 | -332 | 21  |
| 19.                                         | Tec Querétaro        | 18 | 2  | 16 | 0  | 11.11 | 2-7   | 0-9    | 1207 | 1420 | -213 | 20  |
| Fuente: Tabla general                       |                      |    |    |    |    |       |       |        |      |      |      |     |
| Fecha de actualización: 29 de marzo de 2025 |                      |    |    |    |    |       |       |        |      |      |      |     |

|  | Torneo Inter Conferencias Varonil. |

El criterio de desempate es el resultado del enfrentamiento directo.
- El equipo de la Universidad Veracruzana está calificado por ser la institución sede.
- Los tres primeros lugares de la Conferencia Centro-Oriente.

|                                             | Equipo             | JJ | JG | JP | JD | %     | Local | Visita | PF   | PC   | DIF  | PTS |
| ------------------------------------------- | ------------------ | -- | -- | -- | -- | ----- | ----- | ------ | ---- | ---- | ---- | --- |
| 1.                                          | UV (sede)          | 15 | 14 | 1  | 0  | 93.33 | 7-1   | 7-0    | 1323 | 944  | 379  | 29  |
| 2.                                          | Anáhuac Xalapa     | 14 | 13 | 1  | 0  | 92.86 | 6-1   | 7-0    | 1341 | 916  | 425  | 27  |
| 3.                                          | Anáhuac Puebla     | 15 | 12 | 3  | 0  | 80.00 | 6-1   | 6-2    | 1219 | 1098 | 121  | 27  |
| 4.                                          | UAMP               | 15 | 11 | 4  | 0  | 73.33 | 5-2   | 6-2    | 1223 | 1040 | 183  | 26  |
| 5.                                          | La Salle Neza      | 15 | 11 | 4  | 0  | 73.33 | 5-2   | 6-2    | 1214 | 960  | 254  | 26  |
| 6.                                          | La Salle CDMX      | 15 | 10 | 5  | 0  | 66.67 | 6-2   | 4-3    | 1222 | 1206 | 16   | 25  |
| 7.                                          | Anáhuac México Sur | 14 | 7  | 7  | 0  | 50.00 | 3-5   | 4-2    | 1009 | 1056 | -47  | 21  |
| 8.                                          | Anáhuac Xalapa     | 15 | 7  | 8  | 0  | 46.67 | 4-3   | 3-5    | 1010 | 1044 | -34  | 22  |
| 9.                                          | U Marista CDMX     | 15 | 7  | 8  | 0  | 46.67 | 2-6   | 5-2    | 1132 | 1083 | 49   | 22  |
| 10.                                         | UAEM               | 14 | 6  | 8  | 0  | 42.86 | 3-4   | 3-4    | 1131 | 1179 | -48  | 20  |
| 11.                                         | UVM Lomas Verdes   | 15 | 6  | 9  | 0  | 40.00 | 2-5   | 4-4    | 1085 | 1119 | -34  | 21  |
| 12.                                         | UVM Centro         | 15 | 4  | 11 | 0  | 26.67 | 4-4   | 0-7    | 984  | 1188 | -204 | 19  |
| 13.                                         | IES                | 15 | 4  | 11 | 0  | 26.67 | 2-5   | 2-6    | 1018 | 1209 | -191 | 19  |
| 14.                                         | UC Puebla          | 15 | 4  | 11 | 0  | 26.67 | 2-6   | 2-5    | 966  | 1249 | -283 | 19  |
| 15.                                         | BUAP               | 14 | 1  | 13 | 0  | 7.14  | 0-6   | 1-7    | 933  | 1163 | -230 | 15  |
| 16.                                         | UPAV Tezuitlán     | 15 | 1  | 14 | 0  | 6.67  | 1-7   | 0-7    | 1034 | 1390 | -356 | 16  |
| Fuente: Tabla general                       |                    |    |    |    |    |       |       |        |      |      |      |     |
| Fecha de actualización: 31 de marzo de 2025 |                    |    |    |    |    |       |       |        |      |      |      |     |

|  | Torneo Inter Conferencias Varonil. |

El criterio de desempate es el resultado del enfrentamiento directo.
- Los tres primeros lugares de la Conferencia Norte.

|                                             | Equipo          | JJ | JG | JP | JD | %     | Local | Visita | PF   | PC   | DIF  | PTS |
| ------------------------------------------- | --------------- | -- | -- | -- | -- | ----- | ----- | ------ | ---- | ---- | ---- | --- |
| 1.                                          | UACH            | 16 | 15 | 1  | 0  | 93.75 | 8-0   | 7-1    | 1359 | 988  | 371  | 31  |
| 2.                                          | UACJ            | 16 | 14 | 2  | 0  | 87.50 | 8-0   | 6-2    | 1477 | 1015 | 462  | 30  |
| 3.                                          | UAZ             | 15 | 11 | 4  | 0  | 73.33 | 6-1   | 5-3    | 1357 | 1064 | 293  | 26  |
| 4.                                          | UAL             | 16 | 9  | 7  | 0  | 56.25 | 4-4   | 5-3    | 1377 | 1156 | 221  | 25  |
| 5.                                          | UA de C         | 15 | 7  | 8  | 0  | 46.67 | 3-4   | 4-4    | 1033 | 1097 | -64  | 22  |
| 6.                                          | UDEM            | 16 | 6  | 10 | 0  | 37.50 | 4-4   | 2-6    | 1218 | 1317 | -99  | 22  |
| 7.                                          | Tec Laguna      | 14 | 5  | 9  | 0  | 35.71 | 4-4   | 1-5    | 1039 | 969  | 70   | 19  |
| 8.                                          | IBERO Torreón   | 16 | 2  | 14 | 0  | 12.50 | 1-7   | 1-7    | 886  | 1375 | -489 | 18  |
| 9.                                          | TECNM Fresnillo | 14 | 0  | 14 | 0  | 0.00  | 0-7   | 0-7    | 659  | 1424 | -765 | 14  |
| Fuente: Tabla general                       |                 |    |    |    |    |       |       |        |      |      |      |     |
| Fecha de actualización: 30 de marzo de 2025 |                 |    |    |    |    |       |       |        |      |      |      |     |

|  | Torneo Inter Conferencias Varonil. |

- Los dos primeros lugares del Interconferencias Varonil.

|    | Conferencia    | Equipo                  | JJ | JG | JP | %      | PF  | PC  | DIF | AVG   |
| -- | -------------- | ----------------------- | -- | -- | -- | ------ | --- | --- | --- | ----- |
| 1. | Centro-Oriente | La Salle Nezahualcóyotl | 4  | 4  | 0  | 100.00 | 365 | 274 | 91  | 1.332 |
| 2. | Norte          | UAL                     | 4  | 3  | 1  | 75.00  | 319 | 273 | 46  | 1.168 |

Los equipos finalistas de este Campeonato Nacional ascenderán a la División I Varonil.

### Ronda de Grupos

#### Grupo A
| Pos. | Equipo           | Pts | PJ | PG | PP | PF  | PC  | Dif |
| ---- | ---------------- | --- | -- | -- | -- | --- | --- | --- |
| 1.   | Anáhuac Xalapa   | 6   | 3  | 3  | 0  | 263 | 208 | 55  |
| 2.   | UVM Querétaro    | 5   | 3  | 2  | 1  | 237 | 192 | 45  |
| 2.   | UA Ciudad Juárez | 4   | 3  | 1  | 2  | 202 | 224 | -22 |
| 4.   | UA Laguna        | 3   | 3  | 0  | 3  | 193 | 271 | -78 |

Los horarios corresponden a la hora local.

Primera jornada
| 3 de mayo    | UACJ                                                               | 64–83                                 | Anáhuac Xalapa                                                            | Xalapa, Veracruz                                                                                            |  |
| 8:00 (UTC-6) | Parciales: 22-24, 14-32, 12-14, 16-13                              | Parciales: 22-24, 14-32, 12-14, 16-13 | Parciales: 22-24, 14-32, 12-14, 16-13                                     | |  |
|              | Estadísticas Juan Ramírez (25) Juan Ramírez (13) Juan Martínez (2) | Reporte Pts Reb Asts                  | Estadísticas (13) E. Ríos, A. Arias (11) Eliseo Ríos (2) Cuatro jugadores | Pabellón: Gimnasio Nido del Halcón UV Asistencia: 100 espectadores Árbitros: F. Torres J. Olivera A. Correa |  |

| 3 de mayo     | UVM Querétaro                                                 | 90–55                                 | UAL                                                             | Xalapa, Veracruz                                                                                                 |  |
| 10:00 (UTC-6) | Parciales: 24-13, 16-17, 29-11, 21-14                         | Parciales: 24-13, 16-17, 29-11, 21-14 | Parciales: 24-13, 16-17, 29-11, 21-14                           | |  |
|               | Estadísticas Luis León (21) Luis León (8) Vicente Vázquez (4) | Reporte Pts Reb Asts                  | Estadísticas (18) Raúl Salinas (13) Rupert Dean (3) Rupert Dean | Pabellón: Gimnasio Nido del Halcón UV Asistencia: 100 espectadores Árbitros: E. Hernández S. Zárate J. Hernández |  |

Segunda jornada
| 4 de mayo    | Anáhuac Xalapa                                                 | 105–71                               | UAL                                                                      | Xalapa, Veracruz                                                                                             |  |
| 9:00 (UTC-6) | Parciales: 21-24, 26-16, 24-9, 34-22                           | Parciales: 21-24, 26-16, 24-9, 34-22 | Parciales: 21-24, 26-16, 24-9, 34-22                                     | |  |
|              | Estadísticas Aarón Arias (28) Eliseo Ríos (14) Eliseo Ríos (5) | Reporte Pts Reb Asts                 | Estadísticas (17) Raúl Salinas (6) Horacio Martínez (4) Horacio Martínez | Pabellón: Gimnasio Nido del Halcón UV Asistencia: 50 espectadores Árbitros: A. Cortés A. Romero J. Hernández |  |

| 4 de mayo     | UACJ                                                                                  | 62–74                                 | UVM Querétaro                                                           | Xalapa, Veracruz                                                                                                 |  |
| 11:00 (UTC-6) | Parciales: 17-11, 16-15, 10-23, 19-25                                                 | Parciales: 17-11, 16-15, 10-23, 19-25 | Parciales: 17-11, 16-15, 10-23, 19-25                                   | |  |
|               | Estadísticas Santiago González (18) J. Armendáriz, J. Ramírez (9) Juan Armendáriz (3) | Reporte Pts Reb Asts                  | Estadísticas (19) Iván Mayo (12) Juan J. Torres (2) I. Mayo, V. Vázquez | Pabellón: Gimnasio Nido del Halcón UV Asistencia: 100 espectadores Árbitros: M. Morales D. Verazaluce D. Rosales |  |

Tercera jornada
| 5 de mayo    | UAL                                                                            | 67–76                                 | UACJ                                                                   | Xalapa, Veracruz                                                                                         |  |
| 9:00 (UTC-6) | Parciales: 12-17, 14-19, 19-16, 22-24                                          | Parciales: 12-17, 14-19, 19-16, 22-24 | Parciales: 12-17, 14-19, 19-16, 22-24                                  | |  |
|              | Estadísticas Raúl Salinas (21) Horacio Martínez (10) R. Salinas, D. Torres (3) | Reporte Pts Reb Asts                  | Estadísticas (17) Santiago González (8) Juan Martínez (4) Jacob Jurado | Pabellón: Gimnasio Nido del Halcón UV Asistencia: 50 espectadores Árbitros: E. Zárate A. Correa R. Bravo |  |

| 5 de mayo     | UVM Querétaro                                                    | 73–75                                | Anáhuac Xalapa                                                  | Xalapa, Veracruz                                                                                              |  |
| 11:00 (UTC-6) | Parciales: 8-22, 18-21, 21-16, 26-16                             | Parciales: 8-22, 18-21, 21-16, 26-16 | Parciales: 8-22, 18-21, 21-16, 26-16                            | |  |
|               | Estadísticas Luis Puente (29) Vicente Vázquez (10) Ivan Mayo (5) | Reporte Pts Reb Asts                 | Estadísticas (24) Ian Vázquez (10) Ian Vázquez (4) Braulio Díaz | Pabellón: Gimnasio Nido del Halcón UV Asistencia: 50 espectadores Árbitros: M. Morales E. Hernández S. Zárate |  |

#### Grupo B
| Pos. | Equipo         | Pts | PJ | PG | PP | PF  | PC  | Dif |
| ---- | -------------- | --- | -- | -- | -- | --- | --- | --- |
| 1.   | UA Chihuahua   | 5   | 3  | 2  | 1  | 245 | 220 | 25  |
| 2.   | Anáhuac Puebla | 5   | 3  | 2  | 1  | 209 | 229 | -20 |
| 3.   | UP Guadalajara | 4   | 3  | 1  | 2  | 238 | 231 | 7   |
| 4.   | La Salle Neza  | 4   | 3  | 1  | 2  | 202 | 214 | -12 |

Los horarios corresponden a la hora local.

Primera jornada
| 3 de mayo     | UACH                                                                      | 71–84                                | La Salle Neza                                                           | Xalapa, Veracruz                                                                                           |  |
| 12:00 (UTC-6) | Parciales: 23-25, 8-20, 19-17, 21-22                                      | Parciales: 23-25, 8-20, 19-17, 21-22 | Parciales: 23-25, 8-20, 19-17, 21-22                                    | |  |
|               | Estadísticas Marcelo Muñoz (17) Marcelo Muñoz (9) M. Muñoz, L. Chávez (3) | Reporte Pts Reb Asts                 | Estadísticas (17) Samuel Navarrete (16) Julio Díaz (4) Samuel Navarrete | Pabellón: Gimnasio Nido del Halcón UV Asistencia: 100 espectadores Árbitros: R. Bravo D. Rosales E. Zárate |  |

| 3 de mayo     | Anáhuac Puebla                                                              | 85–83                                 | UP Guadalajara                                                              | Xalapa, Veracruz                                                                                                |  |
| 14:00 (UTC-6) | Parciales: 20-20, 28-26, 22-16, 15-21                                       | Parciales: 20-20, 28-26, 22-16, 15-21 | Parciales: 20-20, 28-26, 22-16, 15-21                                       | |  |
|               | Estadísticas José Figueroa (22) José Figueroa (13) B. Rivera, A. Abarca (4) | Reporte Pts Reb Asts                  | Estadísticas (24) Christian Alcalá (11) Yael Rodríguez (2) Cuatro jugadores | Pabellón: Gimnasio Nido del Halcón UV Asistencia: 100 espectadores Árbitros: M. Morales D. Verazaluce A. Romero |  |

Segunda jornada
| 4 de mayo     | Anáhuac Puebla                                                     | 66–99                                | UACH                                                          | Xalapa, Veracruz                                                                                           |  |
| 13:00 (UTC-6) | Parciales: 19-24, 17-32, 21-26, 9-17                               | Parciales: 19-24, 17-32, 21-26, 9-17 | Parciales: 19-24, 17-32, 21-26, 9-17                          | |  |
|               | Estadísticas José Figueroa (16) Ángel Abarca (9) José Figueroa (2) | Reporte Pts Reb Asts                 | Estadísticas (22) Karim Cervantes (8) Luis Soto (6) Luis Soto | Pabellón: Gimnasio Nido del Halcón UV Asistencia: 100 espectadores Árbitros: J. Olvera S. Zárate F. Torres |  |

| 4 de mayo     | UP Guadalajara                                                       | 85–71                                 | La Salle Neza                                                    | Xalapa, Veracruz                                                                                             |  |
| 15:00 (UTC-6) | Parciales: 22-21, 23-19, 25-13, 15-18                                | Parciales: 22-21, 23-19, 25-13, 15-18 | Parciales: 22-21, 23-19, 25-13, 15-18                            | |  |
|               | Estadísticas Christian Alcalá (20) Luis Marrón (13) Ricardo Mata (5) | Reporte Pts Reb Asts                  | Estadísticas (15) José Aguilar (9) Julio Díaz (4) Dominic Guzmán | Pabellón: Gimnasio Nido del Halcón UV Asistencia: 150 espectadores Árbitros: R. Bravo E. Hernández E. Zárate |  |

Tercera jornada
| 5 de mayo     | La Salle Neza                                                          | 47–58                                | Anáhuac Puebla                                                               | Xalapa, Veracruz                                                                                               |  |
| 13:00 (UTC-6) | Parciales: 13-11, 5-21, 16-12, 13-14                                   | Parciales: 13-11, 5-21, 16-12, 13-14 | Parciales: 13-11, 5-21, 16-12, 13-14                                         | |  |
|               | Estadísticas José Aguilar (14) José Aguilar (13) Mauricio Martínez (3) | Reporte Pts Reb Asts                 | Estadísticas (13) José Figueroa (12) Ángel Abarca (3) J. Figueroa, D. Dávila | Pabellón: Gimnasio Nido del Halcón UV Asistencia: 100 espectadores Árbitros: D. Rosales A. Romero J. Hernández |  |

| 5 de mayo     | UACH                                                          | 75–70                                | UP Guadalajara                                                          | Xalapa, Veracruz                                                                                               |  |
| 15:00 (UTC-6) | Parciales: 19-17, 25-6, 12-25, 19-22                          | Parciales: 19-17, 25-6, 12-25, 19-22 | Parciales: 19-17, 25-6, 12-25, 19-22                                    | |  |
|               | Estadísticas Karim Cervantes (21) Luis Soto (8) Luis Soto (4) | Reporte Pts Reb Asts                 | Estadísticas (33) Christian Alcalá (11) Yael Rodríguez (5) Ricardo Mata | Pabellón: Gimnasio Nido del Halcón UV Asistencia: 100 espectadores Árbitros: A. Cortéz D. Verazaluce A. Correa |  |

#### Grupo C
| Pos. | Equipo            | Pts | PJ | PG | PP | PF  | PC  | Dif |
| ---- | ----------------- | --- | -- | -- | -- | --- | --- | --- |
| 1.   | U Veracruzana     | 6   | 3  | 3  | 0  | 226 | 192 | 34  |
| 2.   | UAMP Teziutlán    | 5   | 3  | 2  | 1  | 230 | 207 | 23  |
| 3.   | UA Aguascalientes | 4   | 3  | 1  | 2  | 207 | 197 | 10  |
| 4.   | UA Zacatecas      | 3   | 3  | 0  | 3  | 166 | 233 | -67 |

Los horarios corresponden a la hora local.

Primera jornada
| 3 de mayo     | UV                                                                           | 90–73                                 | UAMP                                                         | Xalapa, Veracruz                                                              |  |
| 19:00 (UTC-6) | Parciales: 28-16, 23-24, 13-19, 26-14                                        | Parciales: 28-16, 23-24, 13-19, 26-14 | Parciales: 28-16, 23-24, 13-19, 26-14                        |                                                                               |  |
|               | Estadísticas Jorhiel Zapata (30) Fernando González (12) Matteo Cristiani (5) | Reporte Pts Reb Asts                  | Estadísticas (32) Jayden Nervis (12) Saúl Orbe (3) Saúl Orbe | Pabellón: Gimnasio Nido del Halcón UV Árbitros: J. Olvera A. Cortés E. Zárate |  |

| 3 de mayo     | UAZ                                                                 | 59–78                                 | UAA                                                                     | Xalapa, Veracruz                                                              |  |
| 21:00 (UTC-6) | Parciales: 10-25, 20-24, 13-12, 16-17                               | Parciales: 10-25, 20-24, 13-12, 16-17 | Parciales: 10-25, 20-24, 13-12, 16-17                                   |                                                                               |  |
|               | Estadísticas Emilio García (21) Jimy Esparza (8) Tres jugadores (1) | Reporte Pts Reb Asts                  | Estadísticas (25) Osmar Herrera (14) Yeison Llanos (3) Emiliano Sánchez | Pabellón: Gimnasio Nido del Halcón UV Árbitros: D. Rosales R. Bravo A. Romero |  |

Segunda jornada
| 4 de mayo     | UAA                                                                  | 66–71                                | UAMP                                                         | Xalapa, Veracruz                                                                                               |  |
| 17:00 (UTC-6) | Parciales: 18-21, 14-9, 13-21, 21-20                                 | Parciales: 18-21, 14-9, 13-21, 21-20 | Parciales: 18-21, 14-9, 13-21, 21-20                         | |  |
|               | Estadísticas Yeison Llanos (22) Yeison Llanos (14) Jesús Fuentes (2) | Reporte Pts Reb Asts                 | Estadísticas (18) Saúl Orbe (14) Saúl Orbe (2) Jayden Nervis | Pabellón: Gimnasio Nido del Halcón UV Asistencia: 200 espectadores Árbitros: D. Valenzuela A. Romero A. Correa |  |

| 4 de mayo     | UAZ                                                                    | 56–69                                 | UV                                                                         | Xalapa, Veracruz                                                                                               |  |
| 19:00 (UTC-6) | Parciales: 12-15, 17-19, 14-17, 13-18                                  | Parciales: 12-15, 17-19, 14-17, 13-18 | Parciales: 12-15, 17-19, 14-17, 13-18                                      | |  |
|               | Estadísticas Emilio García (17) Jimy Esparza (12) Christian García (3) | Reporte Pts Reb Asts                  | Estadísticas (22) Fernando González (13) Fernando González (5) Allam Smith | Pabellón: Gimnasio Nido del Halcón UV Asistencia: 300 espectadores Árbitros: M. Morales E. Hernández S. Zárate |  |

Tercera jornada
| 5 de mayo     | UAMP                                                              | 86–51                                | UAZ                                                                             | Xalapa, Veracruz                                                                                              |  |
| 17:00 (UTC-6) | Parciales: 25-14, 24-12, 15-17, 22-8                              | Parciales: 25-14, 24-12, 15-17, 22-8 | Parciales: 25-14, 24-12, 15-17, 22-8                                            | |  |
|               | Estadísticas Jayden Nervis (30) Saúl Orbe (18) Tres jugadores (2) | Reporte Pts Reb Asts                 | Estadísticas (10) Felipe Fernández (12) Jorge Cepeda (2) F. Fernández, Z. López | Pabellón: Gimnasio Nido del Halcón UV Asistencia: 100 espectadores Árbitros: D. Rosales E. Hernández R. Bravo |  |

| 5 de mayo     | UV                                                                          | 67–63                                 | UAA                                                                  | Xalapa, Veracruz                                                                                           |  |
| 19:00 (UTC-6) | Parciales: 15-19, 15-18, 15-15, 22-11                                       | Parciales: 15-19, 15-18, 15-15, 22-11 | Parciales: 15-19, 15-18, 15-15, 22-11                                | |  |
|               | Estadísticas Fernando González (19) Gibrán Belmonte (15) Víctor Ramírez (4) | Reporte Pts Reb Asts                  | Estadísticas (22) Yeison Llanos (14) Yeison Llanos (2) Jayson Ocampo | Pabellón: Gimnasio Nido del Halcón UV Asistencia: 500 espectadores Árbitros: F. Torres J. Olvera E. Zárate |  |

### Ronda de Eliminación
Cuartos de final
| 6 de mayo     | (4) UVM Querétaro                                                       | 87–66                                 | Anáhuac Puebla (6)                                                     | Xalapa, Veracruz                                                                                            |  |
| 16:30 (UTC-6) | Parciales: 17-19, 28-12, 23-13, 19-22                                   | Parciales: 17-19, 28-12, 23-13, 19-22 | Parciales: 17-19, 28-12, 23-13, 19-22                                  | |  |
|               | Estadísticas Luis León (17) Vicente Vázquez (10) J. Torres, I. Mayo (2) | Reporte Pts Reb Asts                  | Estadísticas (23) José Figueroa (15) José Figueroa (3) Ricardo Bolaños | Pabellón: Gimnasio Nido del Halcón UV Asistencia: 200 espectadores Árbitros: D. Rosales F. Torres A. Cortés |  |

| 6 de mayo     | (3) UACH                                                      | 72–50                               | UAMP (5)                                                              | Xalapa, Veracruz                                                                                             |  |
| 19:00 (UTC-6) | Parciales: 25-8, 19-14, 10-20, 18-8                           | Parciales: 25-8, 19-14, 10-20, 18-8 | Parciales: 25-8, 19-14, 10-20, 18-8                                   | |  |
|               | Estadísticas Karim Cervantes (13) Luis Soto (6) Luis Soto (5) | Reporte Pts Reb Asts                | Estadísticas (14) Jaeson Barragán (10) Saúl Orbe (2) Fernando Márquez | Pabellón: Gimnasio Nido del Halcón UV Asistencia: 200 espectadores Árbitros: R. Bravo E. Hernández J. Olvera |  |

Semifinales
| 7 de mayo     | (1) Anáhuac Xalapa                                                  | 85–80                                 | UVM Querétaro (4)                                                          | Xalapa, Veracruz                                                                     |  |
| 16:30 (UTC-6) | Parciales: 11-20, 19-27, 30-19, 25-14                               | Parciales: 11-20, 19-27, 30-19, 25-14 | Parciales: 11-20, 19-27, 30-19, 25-14                                      |                                                                                      |  |
|               | Estadísticas Eliseo Ríos (27) E. Ríos, B. Díaz (8) Braulio Diaz (4) | Reporte Pts Reb Asts                  | Estadísticas (25) Jorpes Gallardo (12) Daniel Zárate (3) I. Mayo, D. Pardo | Pabellón: Gimnasio Nido del Halcón UV Árbitros: E. Hernández D. Verazaluce S. Sárate |  |

| 7 de mayo     | (2) UV                                                                     | 67–71                                 | UACH (3)                                                         | Xalapa, Veracruz                                                              |  |
| 19:00 (UTC-6) | Parciales: 16-20, 15-14, 18-15, 18-22                                      | Parciales: 16-20, 15-14, 18-15, 18-22 | Parciales: 16-20, 15-14, 18-15, 18-22                            |                                                                               |  |
|               | Estadísticas Víctor Ramírez (20) Fernando González (11) Víctor Ramírez (4) | Reporte Pts Reb Asts                  | Estadísticas (20) Marcelo Muñoz (9) Miguel Alarcón (3) Luis Soto | Pabellón: Gimnasio Nido del Halcón UV Árbitros: F. Torres A. Romero A. Correa |  |

Tercer Lugar
| 8 de mayo     | (2) UV                                                                          | 68–65                                 | UVM Querétaro (4)                                                     | Xalapa, Veracruz                                                                                           |  |
| 16:30 (UTC-6) | Parciales: 14-20, 16-15, 19-11, 19-19                                           | Parciales: 14-20, 16-15, 19-11, 19-19 | Parciales: 14-20, 16-15, 19-11, 19-19                                 | |  |
|               | Estadísticas V. Ramírez , A. Smith (16) Gibrán Belmonte (11) Víctor Ramírez (4) | Reporte Pts Reb Asts                  | Estadísticas (18) Juan Torres (14) Vicente Vázquez (1) Seis jugadores | Pabellón: Gimnasio Nido del Halcón UV Asistencia: 500 espectadores Árbitros: A. Romero E. Zárate S. Zárate |  |

Final
| 8 de mayo     | (1) Anáhuac Xalapa                                               | 88–68                                 | UACH (3)                                                                  | Xalapa, Veracruz                                                                                               |  |
| 19:00 (UTC-6) | Parciales: 18-15, 34-22, 21-19, 15-12                            | Parciales: 18-15, 34-22, 21-19, 15-12 | Parciales: 18-15, 34-22, 21-19, 15-12                                     | |  |
|               | Estadísticas Rodolfo García (15) Ian Vázquez (7) Aarón Arias (5) | Reporte Pts Reb Asts                  | Estadísticas (22) César Gameros (7) Alejandro Cervantes (2) César Gameros | Pabellón: Gimnasio Nido del Halcón UV Asistencia: 500 espectadores Árbitros: F. Torres J. Olvera D. Verazaluce |  |

El equipo ideal estuvo conformado por los siguientes jugadores: 
- Aarón Arias (Anáhuac Xalapa) Fue elegido como la MVP del torneo
- Eliseo Ríos (Anáhuac Xalapa)
- Marcelo Muñoz (UACH)
- Luis Soto (UACH)
- Fernando González (UV)

| Pos. | Ascendidos a División I           |
| ---- | --------------------------------- |
| 1.º  | Universidad Anáhuac Campus Xalapa |
| 2.º  | Universidad Autónoma de Chihuahua |

### Torneo Interconferencias Varonil
La Universidad Iberoamericana Ciudad de México será la sede del Torneo Interconferencias Varonil 2025 de la División II de la Liga ABE, que se llevará a cabo del 9 al 12 de abril de 2025.
En principio, estos serían los equipos participantes:
- Tres equipos de la Conferencia Sureste. (Universidad Modelo, Universidad Mundo Maya, 3°)
- Un equipo de la Conferencia Noroeste. (1°)
- Cuarto lugar de la Conferencia Bajío-Occidente. (La Salle Bajío)
- Cuarto lugar de la Conferencia Centro-Oriente. (La Salle Neza)
- Cuarto lugar de la Conferencia Norte. (UAL)
- El mejor equipo del ranking de los tres equipos que terminen en el quinto lugar en las Conferencias Bajío-Occidente, Centro-Oriente y Norte (el primer criterio es el porcentaje de juegos ganados, si existe el empate entre dos o más equipos el siguiente criterio será el AVG.).

|    | Conferencia     | Equipo            | JJ | JG | JP | JD | %     | Local | Visita | PF   | PC   | DIF | AVG    |
| -- | --------------- | ----------------- | -- | -- | -- | -- | ----- | ----- | ------ | ---- | ---- | --- | ------ |
| 1. | Centro-Oriente  | La Salle CDMX     | 15 | 10 | 5  | 0  | 66.67 | 6-2   | 4-3    | 1222 | 1206 | 16  | 1.0132 |
| 2. | Bajío-Occidente | UP Aguascalientes | 18 | 11 | 7  | 0  | 61.11 | 5-4   | 6-3    | 1367 | 1217 | 150 | 1.1232 |
| 3. | Norte           | UA de C           | 15 | 7  | 8  | 0  | 46.67 | 3-4   | 4-4    | 1033 | 1097 | -64 | 0.9416 |

Sin embargo, en abril anuncian los equipos clasificados para este torneo: la Universidad La Salle Nezahualcóyotl, la Universidad La Salle México, la Universidad Autónoma de la Laguna, la Universidad Modelo de Mérida y la Universidad Mundo Maya Villahermosa.
El sistema de competencia será de round robin, todos contra todos a una sola vuelta. Al finalizar esta fase, los dos equipos que ocupen las primeras posiciones obtendrán su pase al Campeonato Nacional Varonil 2025 de la División II de la ABE, que se celebrará en la Universidad Veracruzana del 2 al 8 de mayo de 2025.
| Pos. | Equipo        | Pts | PJ | PG | PP | PF  | PC  | Dif  |
| ---- | ------------- | --- | -- | -- | -- | --- | --- | ---- |
| 1.   | La Salle Neza | 8   | 4  | 4  | 0  | 365 | 274 | 91   |
| 2.   | UAL           | 7   | 4  | 3  | 1  | 319 | 273 | 46   |
| 3.   | U. Modelo     | 6   | 4  | 2  | 2  | 291 | 292 | -1   |
| 4.   | La Salle CDMX | 5   | 4  | 1  | 3  | 291 | 310 | -19  |
| 5.   | U. Mundo Maya | 4   | 4  | 0  | 4  | 221 | 338 | -117 |

|  | Campeonato Nacional División II Varonil. |

Los horarios corresponden a la hora local.

Primera jornada
| 9 de abril    | UAL                                                                 | 77–52                 | U. Modelo                                         | Ciudad de México                   |  |
| 16:00 (UTC-6) | Parciales: -, -, -, -                                               | Parciales: -, -, -, - | Parciales: -, -, -, -                             |                                    |  |
|               | Estadísticas Heriberto Leal (20), Rupert Dean (10) Rupert Dean (12) | Pts Reb               | Estadísticas Claudio Pérez (16) Claudio Pérez (6) | Pabellón: Gimnasio IBERO Árbitros: |  |

| 9 de abril    | U. Mundo Maya                                                                          | 58–82                 | La Salle Neza                                                                           | Ciudad de México                   |  |
| 18:30 (UTC-6) | Parciales: -, -, -, -                                                                  | Parciales: -, -, -, - | Parciales: -, -, -, -                                                                   |                                    |  |
|               | Estadísticas Gibrán Asencio (17), David López (16) Gibrán Asencio (6), David López (4) | Pts Asts              | Estadísticas José Aguilar (23), Ricardo López (11) José Aguilar (8), Ricardo López (10) | Pabellón: Gimnasio IBERO Árbitros: |  |

Segunda jornada
| 10 de abril   | La Salle CDMX                                                                                | 69–74                 | UAL                                                                                                  | Ciudad de México                   |  |
| 14:00 (UTC-6) | Parciales: -, -, -, -                                                                        | Parciales: -, -, -, - | Parciales: -, -, -, -                                                                                |                                    |  |
|               | Estadísticas David Torres (27), Horacio Martínez (9) David Torres (7), Horacio Martínez (15) | Pts Reb               | Estadísticas Alejandro Landeros (24), Ángel Martínez (22) Alejandro Landeros (6), Ángel Martínez (8) | Pabellón: Gimnasio IBERO Árbitros: |  |

| 10 de abril   | U. Modelo                                                                              | 74–98                 | La Salle Neza                                                                                | Ciudad de México                   |  |
| 16:00 (UTC-6) | Parciales: -, -, -, -                                                                  | Parciales: -, -, -, - | Parciales: -, -, -, -                                                                        |                                    |  |
|               | Estadísticas David Pérez (14), Michael Zúñiga (13) David Pérez (9), Michael Zúñiga (6) | Pts Reb               | Estadísticas José Aguilar (26), Gilberto Bastida (22) José Aguilar (9), Gilberto Bastida (4) | Pabellón: Gimnasio IBERO Árbitros: |  |

| 10 de abril   | La Salle CDMX                                                                                        | 80–57                 | U. Mundo Maya                                       | Ciudad de México                   |  |
| 18:00 (UTC-6) | Parciales: -, -, -, -                                                                                | Parciales: -, -, -, - | Parciales: -, -, -, -                               |                                    |  |
|               | Estadísticas Alejandro Landeros (26), Ángel Martínez (22) Alejandro Landeros (4), Ángel Martínez (5) | Pts Reb               | Estadísticas Gibrán Asencio (23) Gibrán Asencio (8) | Pabellón: Gimnasio IBERO Árbitros: |  |

Tercera jornada
| 11 de abril   | La Salle Neza                                           | 91–72                 | UAL                            | Ciudad de México                   |  |
| 14:00 (UTC-6) | Parciales: -, -, -, -                                   | Parciales: -, -, -, - | Parciales: -, -, -, -          |                                    |  |
|               | Estadísticas Samuel Navarrete (29) Samuel Navarrete (7) | Pts Reb               | Estadísticas Raúl Salinas (22) | Pabellón: Gimnasio IBERO Árbitros: |  |

| 11 de abril   | U. Modelo                                               | 85–72                 | La Salle CDMX                    | Ciudad de México                   |  |
| 16:00 (UTC-6) | Parciales: -, -, -, -                                   | Parciales: -, -, -, - | Parciales: -, -, -, -            |                                    |  |
|               | Estadísticas Andrés Hernández (16) Andrés Hernández (7) | Pts Reb               | Estadísticas Ángel Martínez (32) | Pabellón: Gimnasio IBERO Árbitros: |  |

| 11 de abril   | U. Mundo Maya                                       | 61–96                 | UAL                                             | Ciudad de México                   |  |
| 18:00 (UTC-6) | Parciales: -, -, -, -                               | Parciales: -, -, -, - | Parciales: -, -, -, -                           |                                    |  |
|               | Estadísticas Gibrán Asencio (18) Gibrán Asencio (6) | Pts Reb               | Estadísticas David Torres (22) David Torres (4) | Pabellón: Gimnasio IBERO Árbitros: |  |

Cuarta jornada
| 12 de abril   | U. Modelo                        | 80–45                 | U. Mundo Maya                    | Ciudad de México                   |  |
| 10:30 (UTC-6) | Parciales: -, -, -, -            | Parciales: -, -, -, - | Parciales: -, -, -, -            |                                    |  |
|               | Estadísticas Michael Zúñiga (20) | Pts                   | Estadísticas Gibrán Asencio (18) | Pabellón: Gimnasio IBERO Árbitros: |  |

| 12 de abril   | La Salle Neza         | 94–70                 | La Salle CDMX         | Ciudad de México                   |
| 12:30 (UTC-6) | Parciales: -, -, -, - | Parciales: -, -, -, - | Parciales: -, -, -, - |                                    |
|               |                       |                       |                       | Pabellón: Gimnasio IBERO Árbitros: |